# BS日本
株式会社BS日本（ビーエスにっぽん、英: BS Nippon Corporation）は、BSデジタル放送を行っている日本テレビ系列の衛星基幹放送事業者で、日本テレビホールディングスの完全子会社である。
チャンネル（サービス）の名称は「BS日テレ」（BSにっテレ）で、リモコンキーIDは日本テレビのアナログ親局4chから「4」。2008年4月1日からはそれに因み「BS4」という略称も併用している。

## 概要
2000年12月1日に一斉開局（放送開始）した民放キー局系のBSデジタル放送局の1局。サービス名称は当初から「BS日テレ」を名乗るものの、地上波の日本テレビに「日テレ」の略称が正式についたのはBS日テレ放送開始から2年7か月後（汐留移転後）の出来事である。
民放系のBSデジタル放送局では初となる、24時間放送を実施している。
開局当初から2014年3月までの本社は東京都千代田区の日本テレビ放送網麹町分室にあり、送出マスターも麹町分室に置かれていた。2014年3月3日より日本テレビタワーに本社を移転。本社移転と同時に日本テレビタワーに新設した送出マスターに更新した。また、新マスターの稼働により、マルチ編成が可能になった。 
開局当初、特に平日の日中には長時間にわたってNNN24（現・日テレNEWS24）の同時放送が行われており、全時間帯の7割にも及んでいた。これは2001年4月から2002年3月まで、スカパー!（現・スカパー!プレミアムサービス）での放送が一時休止となり、プラット・ワン（現・スカパー!〈東経110度〉）で放送が再開されるまでの間は、ケーブルテレビでの放送を除き番組を視聴することができなかったため、その振り替えとしてNNN24の番組をBS日テレで編成したい日本テレビ側の事情と、開局から数年間はBSデジタル受信機の普及までに時間がかかることが予想されたため、出来るだけ番組の制作費を抑え赤字を出さない体制を優先したいBS日テレ側の思惑が一致したためである。BS日テレの戦略は成功し、日本テレビによる放送持株会社化まで、BS日テレの累積損失額は民放BS5社の中で最も少なかった。その後は番組数の増加により、次第に放送は縮小した。一時期、火曜 - 土曜未明帯の『デイリープラネット』や月曜 - 金曜昼の『タイムライン』が再開または新設され、最も少なかった時期に比べ、若干増えていたが、その後前者の放送曜日縮小を経て、2013年9月30日以降は未明・早朝帯のみの放送に復している。
ロゴマークには、他の日本テレビグループと同様に「なんだろう」が使われた。2003年7月には日本テレビグループの企業ロゴの配色が変更されたが、BS日テレでは2008年3月31日まで旧来のロゴがそのまま使用されていた。
放送業務の大半を日本テレビに委託しており、問い合わせ先もBS日テレ本体でなく、地上波・CS放送（日テレジータス、日テレNEWS24）と一括で、日本テレビ視聴者センター（汐留本社）で受け付けている。例として、新聞の番組表に掲載されている問い合わせ先にも、日本テレビ視聴者センターの電話番号が記載されている。また、地上波局・BS局の共同制作番組における製作著作のクレジット表記も他局のBSデジタル局にある地上波局とBS局の併記はせず、BSオリジナル番組の場合でも「製作著作 BS0テレ」または「製作著作 0テレ」のどちらかで表記される。

### キャッチコピー
- 2000年12月 - 2005年11月：「みて、みて、あそぶ。BS日テレ」
- 2005年12月 - 2008年3月：「本物空間 BS日テレ 4（for）you」

「4」のロゴの中に"for"の文字が入っていた。
- 2008年4月 - 2010年2月、2011年4月 - 9月：「BS4 BS日テレ」[注釈 5]
- 2010年3月 - 2011年3月：「BS日テレ+」

開局10周年記念キャッチコピーで、「+」のロゴの中に"10th anniversary"の文字が入っていた。すなわち「BS日テレ 10th anniversary」。
- 2011年10月 - 2013年12月：「4you BS日テレ」（2012年10月からCMなどでは使用されていない）
- 2014年1月 - ：「日本中に、ゆたかな時を。」[3]

## 沿革
- 1998年（平成10年）12月2日 - 株式会社ビーエス日本設立。
- 2000年（平成12年）12月1日 - 11時から「BS日テレ」のサービス名称で本放送を開始。テレビ放送用に22スロットを使用する。
- 2004年（平成16年）6月23日 - 商号を株式会社BS日本に変更。BS放送事業者で初めて商号の「ビーエス（カタカナ）」を「BS（アルファベット）」に変更する。
- 2005年（平成17年）9月30日 - ラジオ放送を終了。
- 2006年（平成18年）1月30日 - テレビ放送用のスロット数が24に増加され、フルスペック（画素数1920×1080ピクセル）のハイビジョン放送を開始[注釈 6]。
- 2008年（平成20年）4月1日 - ロゴマーク・局ロゴのデザインを一部変更。
  - 局ロゴの「BS」の字体を変更し文字色をオレンジに、「日テレ」の文字デザインを日テレ・グループ・ホールディングスのロゴと同じデザインに変更し、文字色をゴールドに変更。なんだろうの配色も変更（詳しくは後述）。
  - チャンネルロゴ表示の表示位置を画面左上から右上に変更。
  - BSデジタルリモコンキーID「4」を意味する新たな略称「BS4」の使用を開始（キー局系BS局で唯一）[注釈 7]。
- 2010年（平成22年）3月1日 - 2011年（平成23年）3月31日までの期間限定で、開局10周年記念ロゴマークと記念キャッチコピー「BS日テレ+（10th anniversary）」の使用を開始。
- 2012年（平成24年）5月10日 - 日本テレビの認定放送持株会社化に先立ち、株式交換により同社の子会社となった。
- 2014年（平成26年）
  - 1月1日 - ロゴマーク・キャッチコピーを変更[3]。
    - 局ロゴの「BS」の文字色をプレミアム・シルバーに、「日テレ」を日本テレビと同じ「0テレ」に変更して、日テレグループの「3波一体編成」を表現する[4]。
    - また、製作・著作クレジットを「BS日テレ」から「BS0テレ」に、ウォーターマークのロゴマークを「なんだろう＋BS日テレ」から「BS0テレ」にそれぞれ変更するとともに、ウォーターマークについては、従来の不透過性から透過性に変更。

  - 3月3日 - 本社を日本テレビ放送網麹町分室から日本テレビタワーに移転し、日本テレビタワー内の送出マスターに更新（東芝製）。これにより、すべての民放系のBS放送局の本社が港区に置いた。
  - 4月1日 - 受像機表示アイコンを地上波と同じように「なんだろう」から「BS0テレ」に変更。
- 2018年（平成30年）1月29日 - テレビ放送に使用するスロット数を24スロットから16スロットに削減、解像度が地上デジタル放送と同等の1440×1080ピクセルに低下。
- 2019年（平成31年／令和元年）
  - 4月1日 - 開局以来初となるたこさんウィンナーをモデルとしたマスコットキャラクター「バブちゅ～」を制定。
  - 9月1日 - 2018年（平成30年）12月1日（各局開局18周年）に開局していた他のキー局系BS局より9か月遅れて新4K8K衛星放送「BS日テレ4K」開局。なお、当初は同年12月1日付（開局19周年、他のキー局系BS局より1年遅れ）での開局をアナウンスしていたが、日本テレビ系列が中継権を獲得していたラグビーワールドカップ2019の国際映像が4K制作となったため、その開幕（9月20日）に間に合わせるべく3か月前倒しでの開局に踏み切った[5]。なお2Kサービスと同じ「4」のリモコンキーIDは他局の4K放送開始時点で予約済み。

## チャンネル内訳
放送事業者名とテレビの各チャンネル名は「BS日テレ」で、マルチ編成の番号はつかない。
テレビ放送
- 論理チャンネル枠：14x
  - BS141 - 143ch（通常放送）
  - BS144ch（臨時放送）
- リモコンキーID：4

141 - 143chは開局以来長らくマルチ編成を行っていなかったが、2014年3月に新マスター設備が稼働し、マルチ編成が可能になり、メインチャンネルで通常番組もしくは特別番組放送時にサブチャンネルで野球中継を放送する際には141（・143）chで通常放送もしくは特別番組（HD）、142chで野球中継（SD）が実施される。また、144ch「BS日テレ臨時」は臨時放送用として割り当てられているが、使用されたことはない。
なお野球中継放送時にマルチチャンネル編成がスタートする時間帯には141（・143）でそのチャンネルの切り替えについての説明（ここでは赤ボタンを押して切り替えることだけを説明）が原則として行われる。サブチャンネルで野球中継が放送されていない時間帯には、電波運用上の関係から142が休止（番組名は『この時間帯は141チャンネルをご覧ください』）となるため、2015年は灰色地に「BS0テレ」ロゴが整然と並ぶ背景で「リモコンの青ボタンを押して、141チャンネルをご覧下さい。 BS0テレ」と、2016年から2019年までは21時台にプロ野球中継延長時に限り、野球中継終了後に「（141chで放送中の番組の静止画に）ただいま141chで（放送中の番組名）を放送しています。」の字幕が表示された。なお、21時台のプロ野球中継延長時以外（18時台から141chの番組が2時間で放送される場合など）では前述と同じく「リモコンの青ボタンを - 」と表示される。なお、2021年は新型コロナウイルス感染拡大防止対策で、東京ドームでのナイトゲームの試合開始時間が繰り上がった事から、17時から18時までマルチ編成を行い、142chでは試合開始時刻である17時45分までは「リモコンの青ボタンを - 」の画面を流す。なおNHK BS1→NHK BSにおける同様の画面（無音）とは異なりBGM（1セット15分ループ）も流れ、ウォーターマークも表示される。
プロ野球中継の実施されていない日の18時台に141（・143）でドラマが放送されている時間帯に142ではQVC、ないしは日テレNEWS24（スカパー!・ケーブルテレビ向けサイマル）を放送する時間帯があったが、2020年10月以後の編成では、これらのドラマ（時代劇及び海外ドラマ。一部を除く）及び日テレグループ関与の通販番組の時間帯（一部を除く）では日本テレビ音楽製作（一部はBS日テレの局製作）による音楽PVや音楽のBGMをバックにした環境映像番組が放送されている（後述）。野球中継などの延長時を除いてのマルチ編成でのレギュラー番組はBS日テレに次いで、BSテレ東（2021年11月 - ）やBSフジ（2022年4月 - ）でも編成するようになった。
独立データ放送
- 論理チャンネル枠：74x
  - BS744 - 746ch

現在は放送を終了しており、使用されていない（744chは2010年、745・746chは2006年に終了）。
放送終了前のチャンネルの使い分けは、以下の通り。
744ch - ニュース・番組情報・天気予報、745ch - 双方向サービスチャンネル、746ch - 天気情報チャンネル
ラジオ放送
- 論理チャンネル枠：44x
  - BS444・445ch

同系列のラジオ日本が制作を担当する2つのチャンネルを放送していたが、2005年9月30日をもって終了した。
444ch - BS日テレラジオ444 ヒーリングステーション
445ch - BS日テレラジオ445 衛星版ラジオ日本（ラジオ日本の一部の番組を同時放送）

## 資本構成
企業・団体は当時の名称。出典：

### 2012年10月1日以降
| 株主                       | 比率 |
| -------------------------- | ---- |
| 日本テレビホールディングス | 100% |

## 主な番組
表示時間は全て日本標準時（JST）。
- 「[4K]」 - 4K制作番組
- 「[字]」 - 字幕放送実施
- 「[二]」 - 二ヶ国語放送
- 「[デ]」 - データ放送
- 「[解]」 - 解説放送

### ニュース
2019年度からは毎日早朝のCSチャンネル日テレNEWS24（インターネット配信版）の同時放送と日本テレビ報道局制作番組のみ。
| 番組名       | 放送日時                                                         | 備考 |
| ------------ | ---------------------------------------------------------------- | --- |
| 日テレNEWS24 | 毎日 4:00 - 4:30 土曜 ・日曜 3:30 - 4:00                         | 2019年3月29日からはインターネット配信版にて放送 （インターネット配信版切り替え直後となる、4月1日までの3日間は臨時に開始時刻を3:00に、 4月1日は終了時刻も5:00に変更）。 前日28日まではBS日テレでは同日打ち切りの『Oha!4・第1部』も含め、CS再送信ネット。 2010年3月中旬まではデータ放送が付加されていた。 通販番組挿入やスポーツ中継の関係で短縮・休止の場合あり。 メンテナンスのため、主に月曜（他曜に振替の週もあり）は休止の場合あり。 月・火・水曜のいずれかの5:00 - 5:30に放送休止時間帯が設けられた週には、 本来放送するはずだった番組の他日振替先となる木曜 5:00 - 5:30の放送が臨時で休止となる。 2019年10月から5時台の放送は平日に音楽番組が編成されたため、 土・日曜日のみとなった（週により休止となる日もある）。 2020年3月30日から、142chで月曜 - 金曜18:00 - 19:00の放送を開始。 2020年5月18日から5月29日まで19:00 - 20:00に変更して放送した、 2023年3月31日まで毎日 3:30 - 3:55（3:55 - 4:00は通販番組のため一時中断。日によって4:00から開始であったり、3:55までで終了の場合あり） |
| 深層NEWS     | 月曜 - 金曜 18:58 - 19:55（金曜のみ隔週で20:54まで拡大して放送） | [4K] 日本テレビ制作・BS日テレ企画制作。 日テレNEWS24でも翌日 0:00（金曜のみ隔週で当日 23:00） - 1:00に遅れて放送される。 |
| 皇室日記     | 土曜 10:00 - 10:15（原則月1回）                                  | [字] 日本テレビ制作。2020年10月31日放送開始。 2Kのみ放送 地上波および日テレNEWS24で毎月第4日曜日に放送されているものを6日遅れで放送。 |

- 重大な災害が発生した場合は、地上波の報道・情報番組（報道特別番組とは限らない）をサイマルネットする場合がある。

### スポーツ
| ジャンル                | 番組名                                              | 放送日時                                                                               | 備考 |                      |
| 野球                    | DRAMATIC BASEBALL                                   | 18:00 - 20:54 （ナイトゲーム）13:00 - 15:54 14:00 - 16:54 （デーゲーム） 最大2時間延長 | [デ] 2011年からナイター中継が地上波全国放送時はトップ&リレーを実施。 番組延長時は142chで放送。 対巨人戦ビジターゲームは阪神タイガース戦（読売テレビ制作）、 広島東洋カープ戦（広島テレビ制作）、 福岡ソフトバンクホークス戦（福岡放送制作、対巨人戦以外の試合も含む） 北海道日本ハムファイターズ戦（札幌テレビ制作、対巨人戦以外の試合も含む）を放送。 2001年は西武ライオンズ（現：埼玉西武ライオンズ）戦を 映像はスコア表示を含めて西武球団からの提供を受け、実況は日本テレビの制作で、 2018年と2023年は千葉ロッテマリーンズ戦をロッテ球団の制作で放送 （2023年の対巨人戦は連動データ放送をBS日テレの独自制作で実施）。 |                      |
| ----------------------- | --------------------------------------------------- | -------------------------------------------------------------------------------------- | --- | -------------------- |
| 野球                    | 月刊プロ野球!さまぁ〜ずスタジアム                   | 第2土曜 22:00 - 22:54                                                                  | 2018年4月6日スタート 2020年9月11日までは月1回金曜 23:00 - 23:55で放送していた。 |                      |
| ロードレース (陸上競技) | 箱根駅伝 予選会                                     | 年1回                                                                                  | 19:00 - 21:00 | 2012年から録画放送。 |
| ロードレース (陸上競技) | 箱根駅伝                                            | 毎年1月2日・3日 21:00 - 22:54                                                          | 2時間のダイジェスト放送（2012年までは3時間）。 |                      |
| ロードレース (陸上競技) | 密着!箱根駅伝                                       | 年2回 土曜 19:00 - 20:54                                                               | |                      |
| ロードレース (陸上競技) | 東京マラソン                                        | 開催日 21:00 - 24:00                                                                   | 3時間のダイジェスト放送 フジテレビと隔年で中継を担当 |                      |
| サッカー・フットサル    | FIFAクラブワールドカップ                            |                                                                                        | 2016年大会は開幕戦、準々決勝全2試合、5位決定戦の計4試合を中継 |                      |
| サッカー・フットサル    | ブンデスリーガ マンスリー・セレクション             | 月1回                                                                                  | |                      |
| サッカー・フットサル    | 月刊ゴールキーパー                                  | 月1回 21:54 - 22:00                                                                    | 2021年3月27日スタート |                      |
| サッカー・フットサル    | AFCチャンピオンズリーグ グループリーグ              | 水曜・木曜 2:30 - 4:25                                                                 | 前日に開催される日本チーム出場試合があった場合に限る。 そのうちの1試合を録画中継。 |                      |
| ラグビー                | ラグビーワールドカップ                              |                                                                                        | |                      |
| ラグビー                | ジャパンラグビーリーグワン                          | 不定期                                                                                 | |                      |
| 公営競技                | BOAT RACE プレミア                                  | 不定期                                                                                 | TOKYO MX制作 |                      |
| ゴルフ                  | ゴルフサバイバル                                    | 金曜 21:00 - 22:00 【アンコール】土曜 8:00 - 9:00                                      | 最終金曜 18:00 - 21:00に当月分の一挙放送を放送する場合もある。 |                      |
| ゴルフ                  | ゴルフサバイバル男                                  | 金曜 22:00 - 22:54                                                                     | 2023年10月から始まったゴルフサバイバルの男子版。 開始当初は日曜21時からであったが、2024年10月から女子版の後の金曜22時に変更。 |                      |
| ゴルフ                  | ゴルフの翼NEXT AGE                                  | 土曜 17:30 - 18:00                                                                     | 2020年10月3日より「ゴルフの翼NEXT」より改題し番組リニューアル。 |                      |
| ゴルフ                  | ワールドレディスチャンピオンシップ サロンパスカップ | 毎年5月第1or2金曜 - 日曜                                                               | 2019年までは金曜深夜と土曜 - 日曜の午前と深夜でダイジェストで放送していた。 2020年は新型コロナウイルス感染拡大の影響で大会自体が中止の為、2019年の最終日を5月8日 19:30 - 20:54に再放送した。 |                      |
| モータースポーツ        | 速報!MotoGP                                         | 不定期                                                                                 | |                      |
| モータースポーツ        | FIM世界耐久選手権                                   | 不定期                                                                                 | ダイジェスト放送 （2019年のル・マン24時間（一部）・鈴鹿8耐は生中継） |                      |
| モータースポーツ        | 世界ラリー選手権                                    | 不定期                                                                                 | ダイジェスト放送 |                      |
| モータースポーツ        | ロードレース世界選手権                              | 不定期                                                                                 | ダイジェスト放送 |                      |
| その他                  | ストロングポイントNEXT                              | 日曜 11:00 - 11:30                                                                     | [字] 2020年10月4日より「ストロングポイント」から「ストロングポイントX」に、2024年10月6日より現行タイトルにそれぞれ改題し番組リニューアル。2023年9月24日までは日曜 17:30 - 18:00に放送。 |                      |
| その他                  | ボウリング革命 P★League                             | 月曜 22:30 - 23:00                                                                     | 2024年10月から月曜22:30に変更 |                      |
| その他                  | 独占SPORTSチャンネル                                | 火曜 23:30 - 24:00                                                                     | |                      |

### 映画・ドラマ
洋画・海外ドラマは2か国語放送は行われず、全て字幕版で放送される。
| ジャンル   | 放送枠名                  | 放送日時                  | 放送内容                     | 備考 |
| ---------- | ------------------------- | ------------------------- | ---------------------------- | --- |
| 映画       | 映画劇場                  | 不定期                    |                              | |
| 国内ドラマ | 八百八町夢日記            | 月曜 - 金曜 10:00 - 11:00 | 時代劇                       | [4K][字] 4Kリマスター版 メインチャンネル（141ch・4K及びHD）で放送                                                      |
| 国内ドラマ | 銭形平次                  | 月曜 - 金曜 12:00 - 13:00 | 時代劇                       | [字] 2Kのみ放送 メインチャンネル（141ch・HD）で放送                                                                    |
| 国内ドラマ | 木曜は!特選時代劇         | 木曜 19:00 - 20:54        | 時代劇                       | 2021年4月1日スタート 開始終了時間変動の場合あり。                                                                      |
| 国内ドラマ | サスペンス名作選          | 土曜 - 日曜 12:00 - 13:55 | 火曜サスペンス劇場の再放送枠 | ドラマ以外の特別番組や通販番組が編成される週もある。 その場合、別時間帯での放送or休止となる。                          |
| 国内ドラマ | あなたに魅せるドラマ      | 火曜 22:00 - 23:00        |                              | 日本テレビやWOWOW『連続ドラマW』にて過去に制作・放送された連続ドラマ作品を放送。                                       |
| 国内ドラマ | 松本清張スペシャル        | 不定期                    |                              | |
| 海外ドラマ | だまされても夢心地        | 月曜 - 金曜 11:30 - 12:30 | 韓国ドラマ                   | 木曜 23:00 - 24:00を除きメインチャンネル（141ch・HD）で放送。 全作品日本語字幕版、一部作品ははSD画質放送・データ放送。 |
| 海外ドラマ | トンイ                    | 月曜 - 金曜 13:00 - 14:00 | 韓国ドラマ                   | 木曜 23:00 - 24:00を除きメインチャンネル（141ch・HD）で放送。 全作品日本語字幕版、一部作品ははSD画質放送・データ放送。 |
| 海外ドラマ | 夜食男女                  | 月曜 - 金曜 16:00 - 17:00 | 韓国ドラマ                   | 木曜 23:00 - 24:00を除きメインチャンネル（141ch・HD）で放送。 全作品日本語字幕版、一部作品ははSD画質放送・データ放送。 |
| 海外ドラマ | 女神降臨                  | 木曜 23:00 - 24:00        | 韓国ドラマ                   | 木曜 23:00 - 24:00を除きメインチャンネル（141ch・HD）で放送。 全作品日本語字幕版、一部作品ははSD画質放送・データ放送。 |
| 海外ドラマ | 三国志～司馬懿 軍師連盟～ | 月曜 - 金曜 14:30 - 15:30 | 海外ドラマの帯放送枠         | メインチャンネル（141ch・HD）で放送                                                                                    |
| ドラマ特番 | BS笑点ドラマスペシャル    | 不定期                    |                              | |
| ドラマ特番 | 令和サスペンス劇場        | 不定期 19:00 - 20:55      |                              | |

### アニメ・キッズ
全般的な傾向として日本テレビが製作に参加している作品については、『それいけ!アンパンマン』は朝の時間に「アンパンマン」と題した番組内において、各話から選んだエピソードをセレクションする形で継続的に放送している（下記表を参照）。
深夜アニメについては、日本テレビが製作に参加した作品を本局で放送することは殆どなかったが、2014年1月期の『GJ部』から断続的かつ一部ではあるが遅れネットを開始し（日テレとの遅れの幅は番組により異なる）、2021年以降は日テレ製作の番組の殆どを継続的に放送している。
独立局系放送局が中心となって放送されるアニメ番組群（いわゆるUHFアニメ）については、2013年4月期頃から深夜帯を中心に放送しており（BS11やBSフジ等のBS他局で放送されたUHFアニメを再放送することもある）、2017年7月期に放送した『ひとりじめマイヒーロー』は本局としては初めて深夜アニメの製作委員会に参加した事例となった。2019年以降は深夜アニメの枠数は増加傾向にあり、同年10月期から一部の曜日を除く深夜帯に『アニメにむちゅ〜』枠を設置した。
2019年4月期に入ると日本テレビ系列外の他局（主に毎日放送やテレビ東京）が製作した深夜アニメを断続的に放送している（実質再放送の番組もあり）。なお、それ以前にもテレビ東京製作の『新世紀エヴァンゲリオン』を放送したことがあった。
深夜アニメの放送日時変更について告知を行わずに変更するBS局が多い中、当局では本編中または次回予告時にテロップによる告知を行っている。
現在放送中の番組
| 番組名                       | 放送日時                | 備考                             |
| ---------------------------- | ----------------------- | -------------------------------- |
| それいけ! アンパンマンくらぶ | 月曜 - 金曜 8:30 - 9:00 | 開局時から放送中                 |
| 「アニメにむちゅ〜」枠       | 深夜。当該項目を参照    | 2019年10月より開始の深夜アニメ枠 |

### エンターテインメント・情報
| 番組名                                           | 放送日時           | 備考 |
| ------------------------------------------------ | ------------------ | --- |
| 友近・礼二の妄想トレイン                         | 火曜 21:00 - 21:54 | ［字］ 2020年6月8日スタート                                                                                            |
| ドランク塚地のふらっと立ち食いそば               | 月曜 22:00 - 22:30 | [字] 2023年4月3日スタート 前進の番組「旅する水曜日」の同枠で展開された番組の1つで、レギュラー番組化                    |
| 笑点 なつかし版                                  | 火曜 19:00 - 19:54 | 2021年3月30日までは火曜（歌丸司会版）・水曜（5代目圓楽司会版） 19:00 - 19:54で放送していた。                           |
| 東野・岡村の旅猿26～プライベートでごめんなさい～ | 火曜 23:00 - 23:30 | [字][解] BS日テレではシーズン13から放送。地上波より12日遅れで放送。                                                    |
| 笑点 特大号                                      | 火曜 20:00 - 20:54 | 編成によっては19:00 - 20:54の2時間拡大版として放送する日もある。 2022年3月30日までは水曜 19:00 - 19:54で放送していた。 |
| 音のソノリティ                                   | 水曜 20:54 - 21:00 | 日本テレビ地上波より3日遅れ。                                                                                          |
| おぎやはぎの愛車遍歴 NO CAR, NO LIFE!            | 土曜 21:00 - 21:54 | [字] 制作協力 - 東阪企画                                                                                               |
| コーポレートファイル                             | 土曜 22:54 - 23:00 | |
| 汐留TV!-こちら、汐テレ★さきどり女子部-           | 日曜 22:54 - 23:00 | |

### 紀行・ドキュメンタリー
| 番組名                                      | 放送日時                                            | 備考 |
| ------------------------------------------- | --------------------------------------------------- | --- |
| 小さな村の物語 イタリア                     | 土曜 18:00 - 18:54 【アンコール】日曜 10:00 - 10:54 | [字] 制作協力 - テレコムスタッフ                                                                                     |
| みんなの防災 スイッチON!                    | 土曜 21:54 - 22:00                                  | 制作協力 - 日本損害保険協会 2020年から期間限定で放送。 2020年は「地震防災 スイッチON!」のタイトルで放送していた。    |
| NNNドキュメント                             | 日曜 8:00 - 8:30 or 8:55                            | [字][解] 日本テレビ系列制作 地上波より14日遅れ 2020年3月29日までは日曜 11:00 - 11:30（または 11:55）で放送していた。 |
| 北海道すたいる                              | 日曜 9:00 - 9:25                                    | 2020年3月28日までは土曜 11:30 - 11:55で放送していた。                                                                |
| 夢釣行〜一魚一会の旅〜                      | 日曜 17:00 - 17:30                                  | 制作協力 - REC FISH                                                                                                  |
| 野生動物を救え!                             | 火曜 22:00 - 22:54                                  | 2021年4月4日スタート 2021年9月26日までは日曜 19:00 - 19:54で放送していた。 2024年10月から火曜日の放送に変更した。    |
| なおみ農園                                  | 木曜 22:00 - 22:30                                  | 2025年4月3日スタート                                                                                                 |
| その酒に人は宿る 〜若き匠が挑む、10の物語〜 | 日曜 - 金曜 26:00 - 26:30                           | 十彩PROJECT提供 2025年4月1日スタート                                                                                 |

### 音楽
| 番組名                                | 放送日時                                            | 備考                                                                                  |
| ------------------------------------- | --------------------------------------------------- | ------------------------------------------------------------------------------------- |
| BS日本・こころの歌                    | 月曜 20:00 - 20:54                                  | [字] 非破壊検査一社提供番組                                                           |
| 歌謡プレミアム                        | 月曜 20:00 - 20:54 【アンコール】水曜 19:00 - 19:54 |                                                                                       |
| 新・3人の歌仲間 with DAM CHANNEL 演歌 | 火曜 5:00 - 5:30                                    | 2019年4月2日スタート                                                                  |
| 令和歌謡塾                            | 水曜 5:00 - 5:30                                    | 2019年4月3日スタート                                                                  |
| あさうたワイド                        | 木曜 5:00 - 5:30                                    |                                                                                       |
| 読響プレミア                          | 月1回 土曜 7:00 - 8:00                              | 読響シンフォニックライブの後継番組                                                    |
| THE LIVE                              | 不定期                                              |                                                                                       |
| ももいろ歌合戦                        | 毎年12月31日 - 翌1月1日                             | 2018年から放送。 2017年はBS11で放送（『ゆく桃くる桃』時代を含めると2015年から放送）。 |

### 通販
| 番組名                                        | 放送時間                                                              | 出演者 |
| --------------------------------------------- | --------------------------------------------------------------------- | --- |
| YAMADA家電住まいる館 BS日テレ店               | 日曜 9:30 - 10:00 土曜 8:00 - 8:30                                    | 安藤和津、レッド吉田 |
| ショッピングQ                                 | 月曜 - 金曜 6:00 - 8:00                                               | [4K] QVCのサイマル放送 2012年10月より7時台、2023年10月より6時台の放送を開始。 2010年5月から2023年9月までは17時台にも放送。 2015年5月から2020年3月まではサブチャンネル（142ch・SD）で18時台にも放送。 |
| 日テレポシュレBS店                            | 月曜 - 金曜 26:30 - 27:00                                             | メインチャンネル（141ch・HD）で放送 田中美奈子、クワバタオハラ、遼河はるひほか |
| BS日テレ Shopping                             | 月曜 - 金曜 10:00 - 11:00（142ch）                                    | メインチャンネル（141ch・4K及びHD）でも不定期放送 |
| BS日テレジュエリー                            | 土曜 27:00 - 27:30 日曜 - 木曜 27:55 - 28:00 金曜・土曜 27:00 - 27:30 | 日曜 - 木曜 27:55 - 28:00を除き、メインチャンネル（141ch・HD）で放送 |
| ショップチャンネル お買い物エンターテイメント | 金曜 24:00 - 26:00 土曜 - 日曜 25:00 - 26:00                          | |
| あつまれ!クラウド倶楽部                       | 不定期                                                                | |
| MONSTER HUNTER CAMP                           | 不定期                                                                | |
| ジャパネットテレビショッピング                | 不定期                                                                | 塚本慎太郎、中島一成ほか |
| テレビショッピング                            | 不定期                                                                | |
| お得α                                         | 不定期                                                                | |
| ワクワク☆ショッピング倶楽部                   | 不定期                                                                | |
| 心もつなげる最新家電                          | 不定期                                                                | |
| ダイレクトテレショップ                        | 不定期                                                                | |
| ショップジャパン                              | 不定期                                                                | |
| 音楽のある風景                                | 不定期                                                                | [4K] ユニバーサルミュージック提供 |

### ミュージックフィラー
レギュラー放送の番組は、日本テレビ音楽製作番組とBS日テレ局製作番組と他社製作番組と製作会社不明の番組で詳細システムが異なる。

#### 全製作会社共通
システム
- 主に4K及び142chで放送され、141chでの放送は少ない。
- 141chで特番やスポーツ中継などが放送される場合は休止。
  - 2023年9月までの18時台の放送は、木曜（『木曜は!特選時代劇』）・金曜日は特別番組や映画番組を18:00から放送する為、休止する時が多かった。
- 番組改編（番組開始・終了、番組名変更等）は平日に限り、曜日問わず、原則1日に行われる[注釈 18]
- 土日は深夜帯（主にアニメにむちゅ〜枠）のみで放送され、日中では放送されない。一方で祝日はスポーツ中継などの特番が組まれない限りは原則放送される。
- 深夜帯について
  - 不定期にメンテナンス（設備点検）[注釈 19]が行われる場合は放送なし。
  - 番組の更新は編成上の日付にて行われる[注釈 20]。
- 141chがCM中や提供クレジット表示中でも4K及び142chの右上に表示される「チャンネルロゴ表示」（透かした局ロゴ）は消去されない。
- いずれの番組も公式サイトは開設されておらず、BS日テレのジャンル別番組一覧にも記載されていない。また、EPGにも番組タイトルのみで番組概要と詳細情報は一切記載されておらず[注釈 21]、新聞ラテ欄に至っては読売新聞にさえ掲載されていない[注釈 22]。
  - 番組が開始・終了しても[新][終]マークはつかない。
  - ジャンル別は「音楽」または「その他」と表記。
  - 4K制作番組の場合、4K放送では[4K]マークがつく。
- いずれの番組もCMを挟むことは無い。
- 2022年10月の改編期から大幅にリニューアルされた。これまでは全日帯は『ヒーリングデイズ』『Soundtrack Memories』『J-POPヒストリー』『最新曲研究所』『ヒーリングデイズ』（再放送）『Soundtrack Memories』（再放送）の順だったが、『Chill out Time』『SOUNDTRACK HIGHLIGHTS』『ハヤミミちゃん』『Chill out Time』（再放送）『SOUNDTRACK HIGHLIGHTS』（再放送）『名曲プレイバック』の順に編成される。また深夜帯もこれまで曜日ごとに放送番組（3番組）が異なっていたが、まずは『深夜のハヤミミちゃん』が編成される。残るBS日テレ製作の2番組は『CAT MUSIC TV』が終了し、『Music アラカルト』は継続のため1番組に縮小。新たに『Candy Boy Music Collection』が開始されたが、同番組の製作会社は不明（理由は後述）。ただし、この2番組は放送曜日が縮小される。2023年4月の改編をもって『Candy Boy Music Collection』と『Music アラカルト』は終了。深夜帯は『深夜のハヤミミちゃん』のみで、これに伴い日本テレビ音楽製作のみとなったのと土曜深夜（日曜未明）の放送がなくなった。2023年7月3日からは「SOUND TRACK HIGHLIGHTS」と「名曲プレイバック」のみが1時間番組から30分番組×2に変更され、さらに2023年8月から『Chill out Time』も『オトノヨリミチ』開始に伴い、30分番組に変更となりハヤミミちゃんのみ唯一番組分割なしでの1時間番組となっている。2023年10月、メインチャンネルの改編により1番組につき、30分〜1時間のテレビショッピングを挟んでいたが『SOUND TRACK HIGHLIGHTS』と『ハヤミミちゃん』、『SOUND TRACK HIGHLIGHTS』（17時台）と『名曲プレイバックII』が直結するようになった。また、『Chill out Time』を30分縮小した上で2023年8月に開始された『オトノヨリミチ』も 平日 10:00 - 11:00の1時間番組（30分番組を2分割したもの）に昇格。『Chill out Time』も1時間番組（30分を2分割したもの）に戻った。2024年1月からCS通販専門チャンネル『GSTV』で放送している「ジェムサローネ5」[12] のサイマル放送を実施するため、『SOUND TRACK HIGHLIGHTS』（17時台）は廃止された（12時台は引き続き放送）が2024年3月をもって「ジェムサローネ5」のサイマル放送が終了したため同年4月から17時台の『SOUND TRACK HIGHLIGHTS』が再開された。また10:00 - 11:00に放送している『オトノヨリミチ』はマルチチャンネルでの放送を終了し『Chill out Time』のみとなっている、週によって『BS日テレ Shopping』（142chのみ）が放送されている、7月からは10:00 - 11:00は『BS日テレ Shopping』に変更されたため、142chでの『Chill out Time』は15:00 - 16:00のみの放送となった、さらに『ハヤミミちゃん』を1時間繰り上げの12:00 - 13:00に変更し、13:00 - 14:00を『BS日テレ Shopping』に変更、『SOUND TRACK HIGHLIGHTS』は17時台のみに縮小された、2025年4月期（4月1日）からは18時台の『名曲プレイバックII』が終了し、前半（18:00 - 18:30）を『Chill out Time』（30分）、後半（18:30 - 18:58）を『名盤ジュークボックス』（実質『名曲プレイバックII』後継番組）に変更。
- 2025年4月1日から深夜帯を拡大し142chでの放送時間はこれまでは平日 26:30 - 27:00（2:30  - 3:00）のみだったが土日祝日も含め全曜日23:00 - 翌 4:00[注釈 23]までに拡大[注釈 24]し、新たに『MUSIC ROAD』『華Doll* BEST MV COLLECTION』（現在は別番組）『Anileap アニリープ - EXTRA - 』『推しミミちゃん』が開始、また『Chill out Time』も26:00 - 27:00〈2:00 - 3:00〉に拡大され、『オトノヨリミチ』も142chでの放送が再開される。141chで放送されている通販番組『音楽のある風景』が3月31日（BS日テレでの放送は4月1日 3:00 - 3:30〈3月31日 27:00 - 28:00〉放送分で最終放送）が終了し、141chでも『オトノヨリミチ』が開始されるが142chでは別番組（27:30 - 27:55〈3:30 - 3:55〉の時間帯は142chと同一番組だが141chと143chでは25分版の『オトノヨリミチ』）を放送する、また土日の放送も深夜帯で再開。
- 一部番組は4Kでも放送される。『Chill out Time』『オトノヨリミチ』『SOUNDTRACK HIGHLIGHTS』は4K製作である。
- 2022年4月からは4K放送にて『a nature poem』[注釈 25]と『RyuSiwon JAPAN LIVE MC Talk CO』→『ZERO ONE MUSIC』が放送開始された。いずれもHD（4K）制作の模様であり音楽番組としているが、日本テレビ音楽が制作に関わっているかなどの詳細は一切不明である[13]。

142chでの放送
- 画質は全てスポーツ中継の延長時と同じSD画質（720×480ピクセル / インターレース）である。その為に画面自体がボヤけて細い文字などが見えづらくなるため、番組によっては配慮が加えられている[注釈 26]。一方で配慮を怠ったばかりに、テロップの文字が潰れて読めなくなる事案も時折発生する。
  - SD画質による画面サイズの変化により視聴環境によってはテロップなどが見切れる恐れがある[注釈 27]。こうした現象の回避策として近年のテレビ番組ではセーフティーゾーン95%〜97.5%が基本となっているが142chの番組は92%〜95%と余裕がある配置となっているが、近年放送の番組では95%〜97.5%に配置されることが多い。
- 142chが放送中の場合は、141ch選局中はリモコンの赤ボタンで142chに、142ch選局中は青ボタンで141chへ、相互に移動できる。
  - マルチ編成を実施していない時間帯でも、141ch選局中にリモコンの赤ボタンで142chに移動することは可能だが、逆に142chから青ボタンで141chへ移動することは不可能[注釈 28]。
  - なお、142chで放送されているレギュラー番組では、プロ野球中継延長時などに画面左にされる表示（141chの場合「赤 142チャンネルへ」「黄 表示を消す」、142chの場合「青 141チャンネルへ」「黄 表示を消す」）はされない[注釈 29]。
  - マルチ編成中に142chを選局しdボタンを押すと天気・ニュース等のデータ放送は141チャンネルでご覧いただけます。
141チャンネルを選局するにはリモコンの[青]ボタンを押して下さい。とメッセージが表示され、通常のデータ放送を見ることはできない。マルチ編成中以外は142chでも通常のデータ放送を表示することは可能。
- 公式に142chのレギュラー番組の視聴方法は案内されていないが[注釈 30]、公式サイトの番組表には142ch専用の番組表が掲載されている[15]（BSフジやBS-TBSも同様に公式サイトの番組表にマルチチャンネル専用の番組表が掲載されている[注釈 31]）。後述のジャンクションで『バブちゅ〜 裏の世界へようこそ』というパターンが存在するのもこのため。

リモコンキーIDには既にBS日テレを含め在BS局のメインチャンネルがプリセット済となっている為、本体設定から手動でセットするか、番組表から直接移動するなどで選局が可能。
ジャンクション
原則、製作会社共通で番組開始時・終了時（1時間番組はそれぞれ30秒間で開始・終了を合わせて合計1分、30分番組は15秒間で合計30秒）には局ID『バブちゅ〜』『バブちゅ〜 裏の世界へようこそ』『とってもバブちゅ〜』のアニメーション及び着ぐるみのバブちゅ〜を起用した実写映像『バブちゅ〜おでかけちゅ〜』シリーズ『バブちゅ〜キャンプ配信中!』シリーズ、『地球はこうして回ってまちゅ～バブ☆ダンス2023～』（15秒PR）を放送（声優は全て秋本帆華、TEAM SHACHI（旧・チームしゃちほこ）所属アイドル、1時間番組は15秒×2、30分番組は15秒×1）。このジャンクションも番組更新のタイミングで変更される、2024年頃からは『BS日テレ 放送ちゅ〜』（汎用）と『SDGsにとりくみちゅ～』が主に使用される。ただし、2025年4月開始の『MUSIC ROAD』（製作会社不明）、『華Doll* BEST MV COLLECTION』（ムービック製作）、『Anileap アニリープ - EXTRA -』（KING AMUSEMENT CREATIVE製作）ではジャンクションは一切流れない。
- 2021年4月クールは『おでかけちゅ〜』（1時間番組は30秒×1または15秒×2）
- 2021年7月クールは、前半に『バブちゅ〜PR 自己紹介でちゅ〜』、後半に『おでかけちゅ〜』
- 2021年10月クールは、前半に『バブちゅ〜PR 自己紹介でちゅ〜』、後半に『とってもバブちゅ〜』（深夜帯はSDGsキャンペーンアニメ）
- 2022年1月クールは、前半にSDGsキャンペーンアニメ（SDGsにとりくみちゅ～）、後半に『とってもバブちゅ～』（日本テレビ音楽製作番組の場合）
- 2022年4月クールは、番組開始は1月クールと同じ。番組終了は前半にSDGsキャンペーンアニメ、後半に『キャンプ配信中!』。
- 2022年7月クールは、前半はSDGsキャンペーンアニメで共通。後半は『おでかけちゅ〜』『キャンプ配信中!』『とってもバブちゅ〜』のいずれか。深夜帯は『バブちゅ～お出かけちゅ～@熊本城 くまモンに質問編1』『バブちゅ～お出かけちゅ～@熊本城 くまモンに質問編2』『バブちゅ～お出かけちゅ～@熊本城 くまモンに質問編3』のいずれか。
- 2022年10月クールは、前半はSDGsキャンペーンアニメで共通。番組の始まりの後半は『バブちゅ～お出かけちゅ～@熊本城 くまモンに質問編1』『バブちゅ～お出かけちゅ～@熊本城 くまモンに質問編2』『バブちゅ～お出かけちゅ～@熊本城 くまモンに質問編3』のいずれか。番組の終わりの後半は『バブちゅ〜お出かけ中〜旅する水曜日シリーズ』か『バブちゅ～お出かけちゅ～@熊本城 くまモンに質問編1』『バブちゅ～お出かけちゅ～@熊本城 くまモンに質問編2』『バブちゅ～お出かけちゅ～@熊本城 くまモンに質問編3』のいずれか。深夜帯は、番組の始まりは『バブちゅ～お出かけちゅ～@熊本城 くまモンに質問編1』『バブちゅ～お出かけちゅ～@熊本城 くまモンに質問編2』『バブちゅ～お出かけちゅ～@熊本城 くまモンに質問編3』のいずれか、番組の終わりは『バブちゅ〜 裏の世界へようこそ』シリーズ
- 2023年1月クールは前半はSDGsキャンペーンアニメで共通。番組の始まりの後半は2022年10月クールと同じ番組の終わりの後半は『バブちゅ～お出かけちゅ～@熊本城 くまモンに質問編1』『バブちゅ～お出かけちゅ～@熊本城 くまモンに質問編2』『バブちゅ～お出かけちゅ～@熊本城 くまモンに質問編3』のいずれかか、『バブちゅ〜お出かけ中〜旅する水曜日シリーズ』が放送される。
- 2023年4月・7月クールはSDGsキャンペーンアニメで共通。番組の始まりの後半は『地球はこうして回ってまちゅ～バブ☆ダンス2023～ in HANA・BIYORI』、番組終了の前半はSDGsキャンペーンアニメまたは『地球はこうして回ってまちゅ～バブ☆ダンス2023～ in HANA・BIYORI』のどちらか番組終了の後半は『地球はこうして回ってまちゅ～バブ☆ダンス2023～ in コインランドリー（ロケ地不明）』で共通。
- 2023年10月 - 2024年4月クールは『ハヤミミちゃん』のみ番組の開始前半15秒は『地球はこうして回ってまちゅ～バブ☆ダンス２０２３～ in HANA・BIYORI』番組の開始後半15秒は『バブちゅ～お出かけちゅ～@熊本・阿蘇ファームランド』を放送。それ以外の30分番組は『地球はこうして回ってまちゅ～バブ☆ダンス2023～ in HANA・BIYORI』・『地球はこうして回ってまちゅ～バブ☆ダンス2023～ in コインランドリー（ロケ地不明）』・『SDGsにとりくみちゅ～』のいずれか
- 『ハヤミミちゃん』のみ番組開始時は「BS日テレ放送ちゅ〜」と「バブちゅ〜お出かけちゅ〜@桐生市・アースケア桐生が岡遊園地編」番組終了時はSDGsキャンペーンアニメ「バブちゅ〜おでかけちゅ〜@HANEDA INEOVATION」『ハヤミミちゃん』以外はSDGsキャンペーンアニメで共通
- 2024年7月クール
  - 『SOUNDTRACK HIGHLIGHTS』30分開始時は『バブちゅ〜@タカラ湯』（ステーションブレイク）前半30分終了時・後半30分開始時は『BS日テレ放送ちゅ〜』、後半30分終了時『SDGsにとりくみちゅ～』
  - 『ハヤミミちゃん』開始時『バブちゅ〜お出かけちゅ〜@昭和の森フォレストビレッジ』（バブちゅ〜声優・秋本も出演）と『BS日テレ放送ちゅ〜』、終了時『SDGsにとりくみちゅ～』『バブちゅ〜お出かけちゅ〜@熊本県・阿蘇ファームランド』
  - 『Chill out Time』前半30分開始・終了時・後半終了時『BS日テレ放送ちゅ〜』、後半30分開始時『バブちゅ〜お出かけちゅ〜@不忍池』

- 『名曲プレイバック』前半29分開始時『バブちゅ〜お出かけちゅ〜@昭和の森フォレストビレッジ』前半29分終了時『SDGsにとりくみちゅ～』後半29分開始時『バブちゅ〜お出かけちゅ〜@桐生市・織物参考館’’紫’’』『BS日テレ放送ちゅ〜』
- 2024年10月クール
  - 『ハヤミミちゃん』開始時：『バブちゅ〜お出かけちゅ〜@浅草』・『バブちゅ〜 BS日テレ放送ちゅ〜』（汎用）、終了時『バブちゅ〜お出かけちゅ〜@熊本県・阿蘇ファームランド（遊具があるバージョンだがYouTube等には未公開）』
  - 『Chill out Time』前半30分開始・終了時：『バブちゅ〜 BS日テレ放送ちゅ〜』（汎用）で共通・後半30分開始時：『SDGsにとりくみちゅ～』、後半30分終了時：『バブちゅ〜 BS日テレ放送ちゅ〜』（汎用）
  - 『SOUNDTRACK HIGHLIGHTS』前半30分開始時：『バブちゅ〜@タカラ湯』終了時：『バブちゅ〜 BS日テレ放送ちゅ〜』（汎用）、後半30分開始時『SDGsにとりくみちゅ～』終了時『バブちゅ〜 BS日テレ放送ちゅ〜』（汎用）
  - 『名曲プレイバック（II）』前半29分開始時：『バブちゅ〜お出かけちゅ〜@昭和の森フォレストビレッジ』終了時：『SDGsにとりくみちゅ～』、後半29分開始時：『バブちゅ〜お出かけちゅ〜@熊本県・阿蘇ファームランド（バブちゅ〜ドローンver）』終了時：『バブちゅ〜 BS日テレ放送ちゅ〜』（汎用）

- 2025年1月クール
  - 『ハヤミミちゃん』開始時：『バブちゅ〜お出かけちゅ〜@熊本県・阿蘇ファームランド（ドローンver）』、『バブちゅ〜お出かけちゅ〜@喫茶フジ（クリームソーダver）』、『バブちゅ〜 BS日テレ放送ちゅ〜』（汎用）『バブちゅ〜お出かけちゅ〜@根津神社』
  - 『Chill out Time』前半30分開始時：『バブちゅ〜お出かけちゅ〜@桐生市・アースケア桐生が岡遊園地』終了時：『バブちゅ〜 BS日テレ放送ちゅ〜』（汎用）、後半30分開始時：『SDGsにとりくみちゅ～』終了時：『バブちゅ〜 BS日テレ放送ちゅ〜』（汎用）
  - 『SOUNDTRACK HIGHLIGHTS』前半30分開始時：『バブちゅ〜 BS日テレ放送ちゅ〜』（汎用）、終了時：『SDGsにとりくみちゅ～』後半30分：開始時：『SDGsにとりくみちゅ～』、終了時：『バブちゅ〜 BS日テレ放送ちゅ〜』（汎用）
  - 『名曲プレイバック（II）』前半29分：『SDGsにとりくみちゅ～』終了時：『バブちゅ〜お出かけちゅ〜@熊本県・阿蘇ファームランド（ドローンver）』、後半29分開始時：『バブちゅ〜お出かけちゅ〜@熊本県・阿蘇ファームランド（ドローンver）』終了時：『バブちゅ〜 BS日テレ放送ちゅ〜』（汎用）

- 2025年4月クール
  - 『ハヤミミちゃん』開始時：『バブちゅ〜お出かけちゅ〜 @HANEDA INNOVATION CITY』（15秒）・『SDGsにとりくみちゅ～』、終了時：『バブちゅ〜お出かけちゅ〜 @熊本県 草千里ヶ浜阿蘇火山博物館』（15秒）・『バブちゅ〜お出かけちゅ〜 @HANEDA INNOVATION CITY』（15秒）
  - 『Chill out Time』（日中）及び『SOUNDTRACK HIGHLIGHTS』は変化なし。
  - 『名盤ジュークボックス』開始時：『バブちゅ〜お出かけちゅ〜@浅草』、終了時：『バブちゅ〜お出かけちゅ〜@桐生市・アースケア桐生が岡遊園地』
  - 141ch：『オトノヨリミチ』（深夜帯）、『バブちゅ〜 BS日テレ放送ちゅ〜』（汎用）、『バブちゅ〜お出かけちゅ〜 @ 不忍池』、『SDGsにとりくみちゅ～』のいずれか
  - 142ch：『オトノヨリミチ』・『Chill out Time』（深夜帯）開始/終了時問わず『バブちゅ〜 BS日テレ放送ちゅ〜』（汎用）、『バブちゅ〜お出かけちゅ〜@タカラ湯（『Chill out Time』終了時のみ）、『バブちゅ〜お出かけちゅ〜 @ 不忍池』（『オトノヨリミチ』3時台前半終了時のみ）、『SDGsにとりくみちゅ～』（『オトノヨリミチ』3時台後半終了時のみ）

- 2025年7月クール

141ch
- 前期クールに加え『バブちゅ〜お出かけちゅ〜@タカラ湯』のいずれか

142ch
-   - 『推しミミちゃん』開始時：『バブちゅ〜 BS日テレ放送ちゅ〜』（汎用）、終了時：『バブちゅ〜 裏の世界へようこそ （裏の顔Ver）』
  - 『ハヤミミちゃん』開始時：『バブちゅ〜 愛してちゅ〜』『バブちゅ～お出かけちゅ～＠浅草 人力車 出発』（前者後者ともに15秒つづ）、終了時：『バブちゅ〜 BS日テレ放送ちゅ〜』（汎用）『バブちゅ～お出かけちゅ～＠桐生市・織物参考館‘’紫’’』
  - 『推しミミちゃん』開始時：『バブちゅ〜裏の世界へようこそ（バブちゅ〜2匹Ver）』終了時：『バブちゅ～お出かけちゅ～＠根津神社』
  - 『Chill out Time』（平日15時台・深夜帯）前半30分開始時：『バブちゅ～お出かけちゅ～＠不忍池』終了時：『SDGsにとりくみちゅ～』、後半30分開始時：『バブちゅ〜 BS日テレ放送ちゅ〜』（汎用）終了時：『バブちゅ〜お出かけちゅ〜@タカラ湯』
    - 18時台 開始時『地球はこうして回ってまちゅ 〜バブ☆ダンス2023〜』終了時：『SDGsにとりくみちゅ～』

  - 『オトノヨリミチ』開始時『バブちゅ〜 BS日テレ放送ちゅ〜』（汎用）終了時：『SDGsにとりくみちゅ～』、
  - 『SOUNDTRACK HIGHLIGHTS』前半30分開始時：『バブちゅ〜お出かけちゅ〜 @熊本城（くまモンにインタビューver）』終了時：『SDGsにとりくみちゅ～』、後半30分開始時：『バブちゅ〜お出かけちゅ〜@タカラ湯』終了時：『バブちゅ〜 BS日テレ放送ちゅ〜』（汎用）
  - 『名盤ジュークボックス』開始時：バブちゅ〜お出かけちゅ〜@熊本県・阿蘇ファームランド（ドローンver）』終了時：『バブちゅ〜お出かけちゅ〜 @丸初　福島商店』

なお、季節限定などのバブちゅ〜のアニメーション・実写映像は当該する季節になっていても142chのジャンクションでは使用されない（更新スパンの関係）。15秒・30秒未満の映像ではないと時間の関係上使用されない。
地震などの緊急報道特番時について
142chで放送される時間帯もしくは放送される直前に地震などの災害の発生や弾道ミサイル発射時などで発生する全国瞬時警報システム（通称：Jアラート）が発動し141chで日テレNEWS24のサイマル放送が発動した場合、142chも同様にそのサイマル放送が発動する。ただしマルチ編成を予定している時間になると、サイマル放送の途中でも番組開始時間にSD画質・番組終了時間にHD画質に切り替わるため、放送受信機器によっては画面や音声が乱れたり黒画面になったり画面が静止する場合がある。その間もサイマル放送は継続されるため、マルチ編成中にサイマル放送が発動していると、141chと142chで別々にサイマル放送が発動することになり、事実上、NHKの「八波全中」に近い放送形態となる、またこの現象はBSフジやBS-TBSでも同様の現象が発生する。
速報のテロップについて
速報スーパー（地震速報、ニュース速報、緊急地震速報、気象情報、交通情報の速報テロップ）、津波警報や津波注意報発表時に右下に表示される津波地図や自然災害時のL字型画面が4K及び141chに送出されると同時に142chも同タイミングで速報テロップ及びL字型画面が送出される（速報スーパーはチャイムあり）同じくBSフジ、BSテレ東、BS-TBSも同様。

#### 日本テレビ音楽製作番組
システム
- 番組は全て月曜 - 金曜の帯番組として編成され、1月・4月・7月・10月の1日（1日が土日の場合は2日）に更新される。更新スパンは1クールで統一されている[注釈 38]。
- 放送楽曲は番組の更新ごとに別の楽曲や映像に更新されているが、一部は前期クールの楽曲や映像を流用している場合がある[注釈 39]。
- 構成は、タイトルロゴの後は以下の内容が終了前のスタッフクレジットまでCMは勿論アイキャッチに至るまで一切挟むこと無く進む。
  - 環境映像番組は、最初にロケ地のテロップ[注釈 40]が表示され、以降は環境映像とBGMが延々と流れる。
  - ミュージックビデオ（MV）番組はMVが次々と流れる。
- 番組内のテロップは基本的に、左上に番組タイトルロゴ、右下[注釈 41]に放送中の曲名と作曲者名か歌手名が表示されるのみである。後は鉄道映像であれば、停車時に左に駅名が表示される程度。
  - サイズも、2020年10月クールの『ヒーリングデイズ』『サウンド・トラック・メモリーズ』『歌謡曲同好会』は大きかったが、2021年1月クール、同年4月クールと7月クールまでに番組開始初期と比べると大幅に縮小されている。番組のオープニング演出[注釈 42]、右下のテロップの色・テロップの表し方も一部クールによっては統一されていない場合がある[注釈 43]。『最新曲研究所』（『深夜便』含む）では曲名や歌手名が長いとサイズが縮小される、さらに2025年1月クール『名曲プレイバック（II）』（前半29分）のみ曲名とアーティスト名のサイズが大幅に縮小された。
- 制作プロダクションはこれまでにVIVID VISUALとStudio TORILL、BEGINNINGが携わっている。編集の方向性は概ね以下の通り。（主に環境映像番組について。テロップはMV番組も共通）、また2025年7月クールから日本テレビアート（日テレアート）が制作に携わっている。2025年7月クール現在は『ハヤミミちゃん』『推しミミちゃん』『名盤ジュークボックス』。
  - VIVID VISUAL - 鉄道映像にて、停車中のシーンはカット（到着シーンから出発シーンへはクロスフェードで切り替わる）されているが、他には原則として映像に加工や編集は施されていない。次の曲に移っても映像も原則シームレスに続く。テロップサイズを大きめにしてSD画質での表示に配慮している。
  - Studio TORILL - 映像が色合い加工で少し明るめに加工されており、全体的に洒落た映像となっている。スローモーションやタイムラプス編集も用いられている。次の曲に移ると映像も切り替わる。映像を重視するためかテロップサイズが小さくなっており、これが原因で事案（後述）も発生している。2022年10月クールからは番組毎にフォントが異なっている。後述の日本テレビ系列で放送されている『ヒーリングミュージック』もこのプロダクションである。
  - BEGINNING - 2025年1月クール前半の『名曲プレイバック（II）』から制作、左上のタイトルロゴサイズと映像の雰囲気はStudio TORILLとほぼ同様で前述通り曲名とアーティスト名がStudio TORILLと比べ、かなり小さめである、使用フォントもStudio TORILLと異なる。また左上に常時表示されている番組タイトルロゴを簡略化せずにそのまま表示している。2025年1月クール後半の『名曲プレイバック（II）』はStudio TORILL制作（前期クールの流用）のため、同じ番組でも制作プロダクション異なるため、若干の違いがある、2025年4月クールより『ハヤミミちゃん』『推しミミちゃん』『名盤ジュークボックス』『Chill out Time』（後半）『SOUNDTRACK HIGHLIGHTS』（後半）『オトノヨリミチ』制作を担当。

番組編成と放送時間
| 放送時間        | 月 - 木               | 金             | 土                    | 日                         |
| --------------- | --------------------- | -------------- | --------------------- | -------------------------- |
| 6:00 - 6:30     | —                     | —              | Chill out Time        | Chill out Time             |
| 6:30 - 7:00     | —                     | —              | オトノヨリミチ        | オトノヨリミチ             |
| 7:00 - 7:30     | —                     | —              | Chill out Time        | Chill out Time             |
| 7:30 - 8:00     | —                     | —              | オトノヨリミチ        | オトノヨリミチ             |
| 8:00 - 8:30     | オトノヨリミチ        | オトノヨリミチ | Chill out Time        | —                          |
| 8:30 - 9:00     | —                     | —              | Chill out Time        | —                          |
| 9:00 - 10:00    | Chill out Time        | Chill out Time | —                     | —                          |
| 10:00 - 10:30   | —                     | —              | SOUNDTRACK HIGHLIGHTS | —                          |
| 12:00 - 13:00   | —                     | —              | —                     | Chill out Time             |
| 13:00 - 14:00   | a nature poem         | a nature poem  | —                     | オトノヨリミチ             |
| 14:30 - 15:30   | ZERO ONE MUSIC        | ZERO ONE MUSIC | —                     | —                          |
| 16:00 - 16:30   | Chill out Time        | Chill out Time | —                     | —                          |
| 16:30 - 17:00   | オトノヨリミチ        | オトノヨリミチ | —                     | —                          |
| 23:00 - 23:30   | —                     | オトノヨリミチ | —                     | —                          |
| 23:30 - 翌 0:00 | —                     | Chill out Time | —                     | —                          |
| 翌 0:00 - 1:00  | —                     | Chill out Time | —                     | Chill out Time             |
| 翌 2:30 - 3:00  | オトノヨリミチ        | オトノヨリミチ | —                     | Candy Boy Music Collection |
| 翌 3:30 - 4:00  | SOUNDTRACK HIGHLIGHTS | —              | —                     | SOUNDTRACK HIGHLIGHTS      |
| 放送時間＼クール                | 2020年10月 - 2021年7月                             | 2021年10月 - 2022年1月                             | 2022年4月 - 2022年7月                   | 2022年10月 - 2023年3月                    | 2023年4月 - 2023年7月                     | 2023年7月                                 | 2023年8月 - 2023年9月                     | 2023年10月 - 2023年12月                          | 2024年1月 - 2024年3月                            | 2024年4月 - 6月                                  | 2024年7月 - 2024年9月                            | 2024年10月 - 2025年3月                           | 2025年4月 - |                |
| ------------------------------- | -------------------------------------------------- | -------------------------------------------------- | --------------------------------------- | ----------------------------------------- | ----------------------------------------- | ----------------------------------------- | ----------------------------------------- | ------------------------------------------------ | ------------------------------------------------ | ------------------------------------------------ | ------------------------------------------------ | ------------------------------------------------ | --- | -------------- |
| 10:00 - 10:30 10:30 - 11:00     | ヒーリングデイズ                                   | ヒーリングデイズ                                   | ヒーリングデイズ                        | Chill out Time                            | Chill out Time オトノヨリミチ             | Chill out Time オトノヨリミチ             | Chill out Time オトノヨリミチ             | Chill out Time オトノヨリミチ                    | オトノヨリミチ                                   | Chill out Time                                   | ☆BS日テレ Shopping                               | ☆BS日テレ Shopping                               | ☆BS日テレ Shopping                                                                                                 |                |
| 11:30 - 12:30                   | サウンド・トラック・メモリーズ                     | サウンド・トラック・メモリーズ                     | Soundtrack Memories                     | SOUNDTRACK HIGHLIGHTS                     | SOUNDTRACK HIGHLIGHTS                     | SOUNDTRACK HIGHLIGHTS                     | SOUNDTRACK HIGHLIGHTS                     | ★テレビショッピング SOUNDTRACK HIGHLIGHTS        | ★テレビショッピング SOUNDTRACK HIGHLIGHTS        | ★テレビショッピング SOUNDTRACK HIGHLIGHTS        | ★テレビショッピング SOUNDTRACK HIGHLIGHTS        | ★テレビショッピング SOUNDTRACK HIGHLIGHTS        | ★テレビショッピング ハヤミミちゃん                                                                                 |                |
| 12:00 - 13:00                   | サウンド・トラック・メモリーズ ★テレビショッピング | サウンド・トラック・メモリーズ ★テレビショッピング | Soundtrack Memories ★テレビショッピング | SOUNDTRACK HIGHLIGHTS ★テレビショッピング | SOUNDTRACK HIGHLIGHTS ★テレビショッピング | SOUNDTRACK HIGHLIGHTS ★テレビショッピング | SOUNDTRACK HIGHLIGHTS ★テレビショッピング | SOUNDTRACK HIGHLIGHTS                            | SOUNDTRACK HIGHLIGHTS                            | SOUNDTRACK HIGHLIGHTS                            | SOUNDTRACK HIGHLIGHTS                            | ハヤミミちゃん                                   | ハヤミミちゃん | ハヤミミちゃん |
| 13:00 - 14:00                   | 歌謡曲同好会                                       | J-POPヒストリー                                    | J-POPヒストリー                         | ハヤミミちゃん                            | ハヤミミちゃん                            | ハヤミミちゃん                            | ハヤミミちゃん                            | ハヤミミちゃん                                   | ハヤミミちゃん                                   | ハヤミミちゃん                                   | ハヤミミちゃん                                   | BS日テレ Shopping                                | BS日テレ Shopping                                                                                                  |                |
| 14:00 - 15:00                   | ★テレビショッピング 最新曲研究所                   | ★テレビショッピング 最新曲研究所                   | ★テレビショッピング 最新曲研究所        | ★テレビショッピング Chill out Time        | ★テレビショッピング Chill out Time        | ★テレビショッピング Chill out Time        | Chill out Time オトノヨリミチ             | Chill out Time                                   | Chill out Time                                   | Chill out Time                                   | Chill out Time                                   | Chill out Time                                   | Chill out Time |                |
| 14:30 - 15:30                   | 最新曲研究所                                       | 最新曲研究所                                       | 最新曲研究所                            | Chill out Time                            | Chill out Time                            | Chill out Time オトノヨリミチ             | Chill out Time ★テレビショッピング        | Chill out Time ★テレビショッピング               | Chill out Time ★テレビショッピング               | Chill out Time ★テレビショッピング               | Chill out Time ★テレビショッピング               | Chill out Time ★テレビショッピング               | Chill out Time ★テレビショッピング                                                                                 |                |
| 16:00 - 17:00                   | ヒーリングデイズ                                   | ヒーリングデイズ                                   | ヒーリングデイズ                        | SOUNDTRACK HIGHLIGHTS                     | SOUNDTRACK HIGHLIGHTS                     | SOUNDTRACK HIGHLIGHTS                     | SOUNDTRACK HIGHLIGHTS                     | 廃止（★テレビショッピング）                      | 廃止（★テレビショッピング）                      | 廃止（★テレビショッピング）                      | 廃止（★テレビショッピング）                      | 廃止（★テレビショッピング）                      | 廃止（★テレビショッピング）                                                                                        |                |
| 17:00 - 18:00                   | ☆テレビショッピング                                | ☆テレビショッピング                                | ☆テレビショッピング                     | ☆テレビショッピング                       | ☆テレビショッピング                       | ☆テレビショッピング                       | ☆テレビショッピング                       | SOUNDTRACK HIGHLIGHTS                            | ☆ジェムサローネ5（GSTV制作）                     | SOUNDTRACK HIGHLIGHTS                            | SOUNDTRACK HIGHLIGHTS                            | SOUNDTRACK HIGHLIGHTS                            | SOUNDTRACK HIGHLIGHTS                                                                                              |                |
| 18:00 - 19:00                   | サウンド・トラック・メモリーズ                     | サウンド・トラック・メモリーズ                     | Soundtrack Memories                     | 名曲プレイバック                          | 名曲プレイバック                          | 名曲プレイバック                          | 名曲プレイバック                          | 名曲プレイバックII 名曲プレイバックII（〜18:58） | 名曲プレイバックII 名曲プレイバックII（〜18:58） | 名曲プレイバックII 名曲プレイバックII（〜18:58） | 名曲プレイバックII 名曲プレイバックII（〜18:58） | 名曲プレイバックII 名曲プレイバックII（〜18:58） | Chill out Time 名盤ジュークボックス（〜18:58）                                                                     |                |
| 土曜 22:30 - 23:00              | - （アニメにむちゅ〜枠）                           | - （アニメにむちゅ〜枠）                           | - （アニメにむちゅ〜枠）                | - （アニメにむちゅ〜枠）                  | - （アニメにむちゅ〜枠）                  | - （アニメにむちゅ〜枠）                  | - （アニメにむちゅ〜枠）                  | - （アニメにむちゅ〜枠）                         | - （アニメにむちゅ〜枠）                         | - （アニメにむちゅ〜枠）                         | - （アニメにむちゅ〜枠）                         | - （アニメにむちゅ〜枠）                         | Chill out Time |                |
| 23:00 - 24:00                   | - （アニメにむちゅ〜枠）                           | - （アニメにむちゅ〜枠）                           | - （アニメにむちゅ〜枠）                | - （アニメにむちゅ〜枠）                  | - （アニメにむちゅ〜枠）                  | - （アニメにむちゅ〜枠）                  | - （アニメにむちゅ〜枠）                  | - （アニメにむちゅ〜枠）                         | - （アニメにむちゅ〜枠）                         | - （アニメにむちゅ〜枠）                         | - （アニメにむちゅ〜枠）                         | - （アニメにむちゅ〜枠）                         | オトノヨリミチ（火曜・金曜を除く） MUSIC ROAD（日曜・金曜を除く）                                                  |                |
| 24:00 - 25:00                   | -（アニメにむちゅ〜枠）                            | -（アニメにむちゅ〜枠）                            | -（アニメにむちゅ〜枠）                 | -（アニメにむちゅ〜枠）                   | -（アニメにむちゅ〜枠）                   | -（アニメにむちゅ〜枠）                   | -（アニメにむちゅ〜枠）                   | -（アニメにむちゅ〜枠）                          | -（アニメにむちゅ〜枠）                          | -（アニメにむちゅ〜枠）                          | -（アニメにむちゅ〜枠）                          | -（アニメにむちゅ〜枠）                          | 華Doll* BEST MV COLLECTION→AVAM MV COLLECTION（日曜・金曜を除く） Anileap アニリープ - EXTRA -（日曜・金曜を除く） |                |
| 25:00 - 26:00（翌 1:00 - 2:00） | - （アニメにむちゅ〜枠）                           | - （アニメにむちゅ〜枠）                           | - （アニメにむちゅ〜枠）                | - （アニメにむちゅ〜枠）                  | - （アニメにむちゅ〜枠）                  | - （アニメにむちゅ〜枠）                  | - （アニメにむちゅ〜枠）                  | - （アニメにむちゅ〜枠）                         | - （アニメにむちゅ〜枠）                         | - （アニメにむちゅ〜枠）                         | - （アニメにむちゅ〜枠）                         | - （アニメにむちゅ〜枠）                         | オトノヨリミチ（金曜 - 日曜を除く） ★テレビショッピング                                                            |                |
| 26:00 - 26:30（翌 2:00 - 2:30） | -                                                  | -                                                  | -                                       | -                                         | -                                         | -                                         | -                                         | -                                                | -                                                | -                                                | -                                                | -                                                | Chill out Time |                |
| 26:30 - 27:00（翌 2:30 - 3:00） | 最新曲研究所 深夜便                                | 最新曲研究所 深夜便                                | 最新曲研究所 深夜便                     | 深夜のハヤミミちゃん                      | 深夜のハヤミミちゃん                      | 深夜のハヤミミちゃん                      | 深夜のハヤミミちゃん                      | 深夜のハヤミミちゃん                             | 深夜のハヤミミちゃん                             | 深夜のハヤミミちゃん                             | 深夜のハヤミミちゃん                             | 深夜のハヤミミちゃん                             | Chill out Time |                |
| 27:00 - 28:30（翌 3:00 - 4:30） | -                                                  | -                                                  | -                                       | -                                         | -                                         | -                                         | -                                         | -                                                | -                                                | -                                                | -                                                | -                                                | 推しミミちゃん オトノヨリミチ                                                                                      |                |
現在の放送番組
- 放送時刻は上記に記載

- ヒーリングデイズ→Chill out Time（4K：月曜 - 金曜 9:00 - 10:00、141ch<HD>：月曜 - 金曜 3:30 - 3:55）[注釈 44]→2023年10月クールから月曜 - 金曜 14:00 - 15:00
日本テレビ音楽とエージェント契約を締結している作曲家が書き下ろしたヒーリング音楽と環境映像を放送。
この番組で放送されたBGMは地上波日本テレビの番組で使用される（主に『ザ!世界仰天ニュース』『news every.』などに使用されたことがある）。
以下の記載は平日日中に放送された内容を記載する（深夜帯は別途記載）
  - 2020年10月クールは環境映像（ロケ地不明）。
  - 2021年1月・10月クールは猫の映像。【キツンズ ブーケ ド ローズ】
  - 2021年4月クールは水族館の生き物の映像。【しながわ水族館】
  - 2021年7月クールは動物園の動物たちの映像。【よこはま動物園ズーラシア】
  - 2022年1月クールは神奈川県小田原市の海岸付近の上空から見上げた環境映像。
  - 2022年4月クールは犬（37分間）と猫（約22分間程）の映像。【Giardino Sirena】【キツンズ ブーケ ド ローズ】
  - 2022年7月クールは猫（約29分間）と犬（28分間）の映像。【キツンズ ブーケ ド ローズ】【ぱぴぷぺっと】
  - 2022年10月クールはチームラボのデジタルアートの映像。【MORI Building DIGITAL ART MUSEUM: EPSON teamLab Borderless】[19]
ロケが実施されたパレットタウン内のチームラボボーダレスお台場は2022年8月31日で閉館しており、2023年に麻布台ヒルズ（計画名：虎ノ門・麻布台プロジェクト）への移転[20] が予定されている。しかし、前述の理由で展示作品のタイトルと番組終盤の当該告知お台場のチームラボボーダレスは2022年8月31日で閉館しました。
2023年開業予定の「虎ノ門・麻布台プロジェクト」に移転オープン。のテロップは文字が潰れてしまい、録画視聴はおろかリアルタイム視聴でも読めない状態[注釈 45]となってしまっている。結局、終了間際まで改善されなかった[注釈 46]。
  - 2023年1月クールは吉祥寺プティット村（てまりのおしろ）内の映した猫と少女映像。（冒頭と終盤は施設内を映した環境映像）
  - 2023年4月クールは環境映像と少女を映した映像 【山のホテル（青森県弘前市嶽温泉）】[注釈 47][21]。
    - 2023年7月クールは2023年4月クールを一部映像を差し替えた物を使用。また、4K放送限定で北海道奥尻町と乙部町の映像の30分版[注釈 48]も存在する。

  - 2023年8月より30分番組に変更。従来の1時間枠を当番組2本立てか、下記の「オトノヨリミチ」とシェアの形となる。内容は竹富島の映像2種類[注釈 49]。4K放送では上記の北海道編と3パターンとなる。
  - 2023年10月クールは竹富町の映像をそのまま使用（BGMも変わらず）[注釈 50]。
  - 2024年1月クールは上記と変わらず。
  - 2024年4月・7月・10月クール 前半は海の自然をテーマに少女が映し出されている（取材協力：一般社団法人ヨロン島観光協会・島エンジョイ組〈株式会社ワインド〉・ビーチランドドロッジ・Pricia Resort Yoron）後半は埼玉県こども動物自然公園で撮影された動物と少女の映像、2024年10月クール後半は緑をテーマにした環境映像（取材協力：上高地観光旅館組合・穂高神社・小梨平キャンプ場）
  - 2025年1月クール前半 伊平屋村で撮影された環境映像、後半は2024年10月クールの流用
  - 2025年4月クール前半は前クールの流用、後半は福岡県・糸島半島で撮影された環境映像（取材協力：活魚茶屋ざうお本店〈ヤシの木ブランコ・櫻井神社）、18時台は2023年撮影の竹富町の映像。
  - 2025年7月クール前半は「ネイチャーランド オム[22]」（神奈川県）「キャンプファーム いなかの風[23]」（長野県）で撮影された環境・動物映像、後半30分は前期クールの流用、18時台は2023年撮影の竹富町の映像で変わらず。
    - 4K放送限定は、埼玉県秩父郡横瀬町のあしがくぼの氷柱の映像。
- Chill out Time（深夜帯、2025年4月 - ）
2025年4月クール、深夜2時台：前半は2025年1月クールの伊平屋村で撮影された映像、後半は2025年4月クール（日中）
2025年7月クール、木曜・土曜22時半：2023年撮影竹富町の映像、深夜2時台：前半は2025年7月クール（日中）と同様、後半は2025年4月クール（日中）
- オトノヨリミチ（第1期[注釈 51]・2023年8月 - 2024年3月）
「Chill out Time」を30分縮小の上、2023年8月開始。基本的に「Chill out Time」と同じスタッフ、作曲家、映像演出ではあるが、楽曲はヒーリング縛りとは限らない。
  - 2023年8月からは2種類の映像。1つは、徳島県の潮明寺、王子神社とそこに居る猫たちとアジサイ、もう1つは与那国島の「与那国馬風(う)牧場」の馬と少女[注釈 52]。
  - 2024年1月クールは前半の新たに撮影された映像（BGMも新録）で東京・新宿区にある『カフェアルル』で猫や少女2人、店の雰囲気等を中心とした映像、後半クールは2023年10月クールと同様の映像を放送。
- オトノヨリミチ（第2期）

  - 日本テレビ音楽制作であるが更新時期は不明でありかつ映像パターンいくつあるかも不明である。このため、以下の記載では時間帯別・チャンネル別で記載する[注釈 53]。
- 2025年4月・7月クール時点
  - 141ch深夜27時（深夜3時）前半（30分）：大分県姫島村[注釈 54]で撮影された猫と環境映像パターン1[注釈 55]、後半（25分版[注釈 56]）：姫島村で撮影された環境映像パターン2。
  - 142ch深夜25時（深夜1時）／142ch翌朝4時：姫島村で撮影された環境映像パターン1
  - 142ch深夜27時30分：（深夜3時30分）：沖縄本島座間味村で撮影された環境映像（取材協力：座間味村役場）
- サウンド・トラック・メモリーズ→Soundtrack Memories→SOUNDTRACK HIGHLIGHTS
主に2000年〜2020年代[注釈 57]にて地上波日本テレビまたは全国・日本テレビ系列で放送されたドラマ[注釈 58]の劇伴（サウンドトラック。主題歌ではない）[注釈 59]と環境映像を放送。このため、右下のテロップはドラマまたは映画の作品名のみ[注釈 60]が表示される。ただし、当のドラマや映画本編はBS日テレではあまり放送されない[注釈 61]。
2025年8月現在、使用される劇伴は上記の通り日本テレビ製作ドラマ（Huluオリジナルドラマを含む）と細田守作品のアニメ映画（製作委員会に日本テレビが参加）のみ使用されており日本テレビやBS日テレ、日本テレビホールディングスの子会社が制作した映画や製作委員会などに参加した映画（アニメーション映画も含む）[注釈 62]、日本テレビ系列局が製作したドラマ等の劇伴は著作権の関係や作曲者・制作陣の都合上、使用されてないが劇伴の作曲者・制作陣との承諾が得られれば今後放送される可能性はある。またテレビアニメ作品も同様の理由ではあるが、劇伴の作曲者及び音楽出版元が他局のグループ会社[注釈 63]の場合は使用される可能性は低い[注釈 64]が逆に製作委員会などで日本テレビが参加・幹事を務める場合は使用される可能性が高い[注釈 65]、またバラエティ番組でのBGMは使用した実績がない。
142chで当番組放送時現在のクールに放送されているドラマ枠（水曜ドラマ）、土曜ドラマ〈旧・土ドラ9・10〉、日曜ドラマ）[注釈 66]では放送終了から一定期間経たないと放送されない（具体的な期間は決まっていないが、早ければ半年後か1年後には使用される可能性はあるが中には早期に使用されたドラマもある[注釈 67][注釈 68]）。
2025年1月クール前半30分からはドラマに限らずアニメ映画の劇伴も使用されるようになり、2025年1月及び4月クール前半30分は細田守監督作品『時をかける少女』、『サマーウォーズ』、『おおかみこどもの雨と雪』、『バケモノの子』、『未来のミライ』、『竜とそばかすの姫』が使用された。
2022年4月クールから番組名をアルファベットの『Soundtrack Memories』へ変更。2022年10月クールから番組名を『SOUNDTRACK HIGHLIGHTS』に再変更。
2023年10月クールと2024年1月クール後半の30分で映画の製作に日本テレビが関与している映画の劇伴を使用。
  - 2020年10月クールは箱根海賊船からの眺め。【箱根海賊船】
  - 2021年1月クールは美容院の散髪映像。【CITTA de azzurro】
  - 2021年4月クールは東京水辺ラインこすもす号（両国リバーセンター〜お台場海浜公園ルート）からの日中の眺め。このルートは終点が台場のため、終盤に他局であるフジテレビ本社が映る。【東京水辺ライン（東京都公園協会）】
  - 2021年7月・10月クールは横浜観光船マリーンルージュからの眺め。【ポートサービス】
  - 2022年1月クールは2021年4月クールに続き東京水辺ラインこすもす号（両国リバーセンター）からの日没後の眺め。日没後だったためか前回とは別のルートだった[注釈 69]ためか、前回に発生したフジテレビ本社が映る事態は免れた。【東京水辺ライン（東京都観光協会）】
  - 2022年4月クールは沖縄県宮古島市の環境映像。【荷川取牧場】
  - 2022年7月クールは水族館の生き物の映像。【鴨川シーワールド[注釈 70]】
  - 2022年10月クールは横浜みなとみらい21の風景（主に夜景）と工場夜景探検クルーズの映像。【サンタ バルカ（京浜フェリーボート）[26]】
  - 2023年1月クールは自然をテーマにした環境映像
  - 2023年4月は夜の工場を映した映像
  - 2023年7月クールは離島をテーマにした環境映像（ロケ地不明）
  - 2023年10月クールの前半30分は前クール後半の流用、後半30分は与那国町の自然をテーマにした環境映像。
  - 2024年1月クールは福島市の風景（冒頭・終盤は旧堀切邸が冒頭の旧堀切邸の映し出された後の映像は四季の里）、後半30分は前期クール後半の流用。
  - 2024年4月クールは前半30分は前期クールの福島市の風景の映像をそのまま流用、後半30分は新録で千葉県・君ヶ浜海岸
  - 2024年7月クールは前半30分は全てシンドラで放送された劇洋にのせて鹿児島県奄美群島の環境映像、後半30分は前期クールの流用
  - 2024年10月クール、前半30分は前期クールの流用、後半30分は富山県で撮影された環境映像（取材協力：富山県ロケーションオフィス・黒部峡谷鉄道）
  - 2025年1月クール、前半30分は水族館（アクアワールド・大洗[注釈 71]を主に茨城県で撮影した環境映像（取材協力：大洗磯前神社・おおかみこどもの花の家）、後半30分は前期クールの流用。
  - 2025年4月クール、前半30分は前期クールの流用、後半は静岡県熱海市で撮影された環境映像。
  - 2025年7月クールは埼玉県秩父地方で撮影された環境映像や秩父夜祭で使用される屋台（秩父まつり会館[27]）の映像（取材協力：秩父鉄道）劇伴は「ドラマDEEP」放送順とHuluオリジナルドラマの劇伴が使用された、後半は前期クールの流用。
- 歌謡曲同好会→J-POPヒストリー→名曲プレイバック→名盤ジュークボックス
主にピンク・レディー・山口百恵・山本リンダ・狩人などの昭和歌謡曲や有名楽曲などを放送。映像は列車の中から撮影した鉄道映像が多く、その際は『ローカル線の車窓から』の副題がつく。
  - 歌謡曲同好会
    - 2020年10月クールは『サウンド・トラック・メモリーズ』と同じ映像。
    - 2021年1月クールは2020年10月クールに放送された一部楽曲+後に放送される楽曲のアレンジ版で茨城県真岡鐵道真岡線（下館駅〜茂木駅）の鉄道映像。【真岡鐵道】 - 現状アレンジ版はこのクールのみ。
    - 2021年4月クールは原曲で小湊鉄道線（五井駅〜上総中野駅）の鉄道映像。【小湊鉄道】
    - 2021年7月クールは環境映像（ロケ地不明。2022年1月クールの『ヒーリングデイズ』と似た映像）。

  - J-POPヒストリー
    - 2021年10月クールは洋楽カバー曲で鹿島臨海鉄道大洗鹿島線の鉄道映像。【鹿島臨海鉄道】
    - 2022年1月クールは全て森高千里の楽曲（原曲）で多摩都市モノレール（前半は上北台駅～多摩センター駅、後半は折り返して多摩センター駅〜上北台駅）の鉄道映像。【多摩都市モノレール】
    - 2022年4月クールは全て都倉俊一作曲の楽曲（原曲）で大井川鐵道大井川本線（金谷駅〜千頭駅）の鉄道映像。【大井川鐵道】
    - 2022年7月クールは森高千里「渡良瀬橋」を除き都倉俊一作曲の楽曲（原曲）でわたらせ渓谷鐵道わたらせ渓谷線（桐生駅〜間藤駅）の鉄道映像。【わたらせ渓谷鐵道】

  - 名曲プレイバック（名曲プレイバックII）
    - 2022年10月クールは全て山口百恵の楽曲（原曲）で環境映像（ロケ地不明）。
    - 2023年4月クールは全てピンク・レディーの楽曲（原曲）で環境映像。
    - 2023年7月クールは前半30分は岡田奈々・高田みづえ・吉田拓郎、後半30分は全て郷ひろみの曲で環境映像。
    - 2023年10月クールは前半後半30分『ヒーリングデイズ』『サウンド・トラック・メモリーズ』『Soundtrack Memories』時代に使用された映像の流用で曲は中森明菜・杉山清貴&オメガトライブ・天童よしみ・研ナオコ他。
    - 2024年1月クールは前半29分海をテーマにした環境映像（一部映像は過去の日本テレビ音楽製作各番組から流用）終盤は新録で鴨川シーワールド後半29分はサンダパルカからの眺め
    - 2024年4月クールは前半後半29分共に新録映像（ロケ地は不明であるが後半29分は高層ビルが多く映されている）曲は全て中村雅俊。
    - 2024年7月クールは前半29分は東海汽船の景色（夕焼け〜夜景）BGMは2024年に公開された映画「帰ってきた あぶない刑事」公開にあわせ、全て「あぶない刑事」関連の主題歌やオリジナルサウンドトラックとなっている、また「帰ってきた あぶない刑事」のサウンドトラックも使用されている、後半29分は前期クールの流用。
    - 2024年10月クール、前半29分は前期クールの流用、後半29分は山梨県・山中湖村で撮影された環境映像を放送（曲はゴダイゴ、岩崎宏美のみ）。
    - 2025年1月クール、前半29分は箱根町で撮影された環境映像（曲はフォー・セインツ[注釈 72]、西山ひとみ、さだまさしほか）後半29分は前期クールの流用。

  - 名盤ジュークボックス
    - 2025年4月クール、環境映像（ロケ地不明）で、曲は全てピンク・レディー。
    - 2025年7月クール、奈良金魚ミュージアム（制作協力に記載）で撮影された映像（映像制作：日テレアート）。曲は全て有名アーティストがカバーした曲となっている、カバーした曲とアーティストは以下の通り。

| カバーアーティスト | 曲                 | 原曲アーティスト |
| ------------------ | ------------------ | ---------------- |
| 城田優             | 少女A              | 中森明菜         |
| 一青窈             | 北ウイング         | 中森明菜         |
| 中森明菜           | シングル・アゲイン | 竹内まりや       |
| JUJU               | 最後の雨           | 中西保志         |
| 鈴木雅之           | 接吻               | Original Love    |
| 德永英明           | ハナミズキ         | 一青窈           |

- 最新曲研究所→ハヤミミちゃん
YouTubeで公開されているMVを放送。主に直近でサブスク配信やYouTube公開が開始された楽曲のMVが中心。映像がある楽曲のみ選曲される。選曲基準にタイアップは一切関係しない[注釈 73]。
『ハヤミミちゃん』『深夜のハヤミミちゃん』『推しミミちゃん』では、オープニングアニメーションにオリジナルキャラクターの猿が登場する。
- 最新曲研究所 深夜便→深夜のハヤミミちゃん→推しミミちゃん
同上。昼と同じ曲を放送するケース[注釈 74]も、逆に『深夜便』のみの楽曲を放送するケースも多い。更に、BS日テレ製作の『Music アラカルト』で放送された曲が『ハヤミミちゃん』でも放送されている[注釈 75]。

スタッフ
|                      | ヒーリングデイズ  | サウンド・トラック・メモリーズ | 歌謡曲同好会      | J-POPヒストリー   | 最新曲研究所 （深夜便含む） |
| -------------------- | ----------------- | ------------------------------ | ----------------- | ----------------- | --------------------------- |
| ディレクター         | 冨田誠            | 冨田誠                         | 冨田誠            | 冨田誠            |                             |
| プロデューサー       | 鈴木優花 浦田東公 | 鈴木優花 浦田東公              | 鈴木優花 浦田東公 | 鈴木優花 浦田東公 | 高谷楓 大石葵               |
| プロデューサー       |                   | 中島麻由子[注釈 76]            |                   |                   |                             |
| チーフプロデューサー | 堀田卓也          | 堀田卓也                       | 堀田卓也          | 堀田卓也          |                             |
| 取材協力/撮影協力    | 上記【】参照      | 上記【】参照                   | 上記【】参照      | 上記【】参照      |                             |
| 制作協力             | VIVID VISUAL      | VIVID VISUAL                   | VIVID VISUAL      | VIVID VISUAL      | VIVID VISUAL                |
| 製作著作             | 日本テレビ音楽    | 日本テレビ音楽                 | 日本テレビ音楽    | 日本テレビ音楽    | 日本テレビ音楽              |
|                            | Chill out Time | Soundtrack Memories | SOUNDTRACK HIGHLIGHTS | 名曲プレイバック | ハヤミミちゃん （深夜の含む） |
| -------------------------- | -------------- | ------------------- | --------------------- | ---------------- | ----------------------------- |
| クリエイティブディレクター | ToM Chivalry   | ToM Chivalry        | ToM Chivalry          | ToM Chivalry     |                               |
| プロデューサー             |                | 鈴木優花 浦田東公   |                       |                  | 高谷楓 大石葵                 |
| 制作プロデューサー         | 中島麻由子     | 中島麻由子          | 中島麻由子            | 中島麻由子       |                               |
| 制作プロデューサー         | 鈴木優花       |                     | 鈴木優花              |                  |                               |
| チーフプロデューサー       |                | 堀田卓也            |                       |                  |                               |
| 取材協力/撮影協力          | 上記【】参照   | 上記【】参照        | 上記【】参照          | 上記【】参照     |                               |
| 制作協力                   | Studio TORILL  | Studio TORILL       | Studio TORILL         | Studio TORILL    | Studio TORILL                 |
| 製作著作                   | 日本テレビ音楽 | 日本テレビ音楽      | 日本テレビ音楽        | 日本テレビ音楽   | 日本テレビ音楽                |
配信
放送終了分の『ヒーリングデイズ』『サウンド・トラック・メモリーズ（アルファベット含む、以下同）』は日本テレビ音楽の公式YouTubeチャンネルにて配信されている。
配信は概ね放送終了の翌月下旬に開始される。基本的には映像が分割され、各楽曲の冒頭1分30秒となっているが、2022年12月下旬以降にはフル尺の配信も開始された。
なお『サウンド・トラック・メモリーズ』の配信はYouTubeのContent IDが表示されることもある。
『歌謡曲同好会』も配信はされているものの2021年1月クールのアレンジのみで他クールの映像は配信されていない。
『最新曲研究所（深夜便含む）』『ハヤミミちゃん（深夜の含む）』は番組の性質上、既に提供元の各アーティストがMVを配信していることが多いために日本テレビ音楽として配信する必要が全く無いため、番組としての配信はされていない。
最大画質は、VIVID VISUAL制作協力番組は1080p、Studio TORILL制作協力番組は2160pとなっており、このため後者は『Soundtrack Memories』の時点で4K画質での制作が開始されていたことが示唆されている。
備考
現在は地上波日本テレビ系列局以下5局にて『ヒーリングミュージック』が『日テレNEWS24』のフィラー時に放送されている
2022年8月から深夜帯にFBS福岡放送のマルチチャンネル052chにて『ヒーリングミュージック』という番組が放送されている。詳細は不明だが142chと同様、放送楽曲の作曲者は『ヒーリングデイズ』で放送されている作曲者と同様のほか、制作に日本テレビ音楽やStudio TORILLが携わっている。
前述した速報テロップ送出時の現象もFBSではBS日テレと同様に発生し、L字表示も速報テロップもメインチャンネルと同時に表示される。
STV札幌テレビでも2022年11月7日からメインチャンネルで『STV NEWS 24』（放送内容は日テレNEWS24と同様）を放送している一方で052chと053chでは『ヒーリングミュージック』（放送内容はFBSとは異なり、映像にSTVや北海道各市町が協力）が放送されている。L字や速報テロップ等のシステムは不明。
2024年4月からミヤギテレビ や広島テレビ、2024年6月からテレビ新潟でも『ヒーリングミュージック』の放送が開始されている、いずれも『日テレNEWS24』放送時のみ。

#### BS日テレ局製作番組
BS日テレ製作番組は2023年3月をもって終了している。
システム
- 番組は月替わり直後の週明けや月の中旬に更新されるが正確な更新時期は不明（翌月に更新される場合もある）。更新スパンは必ずしも1クールとは限らない。
- タイトルロゴのアニメーションとラインナップが順に表示された後は、MVが次々と流れ、最後にラインナップとタイトルロゴとスタッフクレジットが順に表示され終わる。番組内のテロップは左下に歌手名と曲名が表示されるのみである（サイズは日本テレビ音楽のより小さい）。
  - 『CAT MUSIC TV』については曲と曲の間にアイキャッチのアニメーションが投入されている。2021年7月クールまでは無音だったが2021年10月クールからはOP/EDと同じBGMになっている。『Music アラカルト』『最新曲研究所 深夜便』→『深夜のハヤミミちゃん』とは違って曲終了後にMVのアーティストのトークを挟む場合がある。
- Music アラカルト（木曜 1:00 - 1:30、金曜 2:00 - 2:30、日曜 3:00 - 3:30、月曜 2:00 - 2:30）

過去の放送番組
- CAT MUSIC TV （金曜 1:00 - 1:30、土曜 3:00 - 3:30、月曜 2:30 - 3:00　制作協力 - F.M.F 製作著作 - BS日テレ）
  - 基本的にはMVやアニメーションが中心だがライブ映像（その際は曲名の右隣にLive Version）も使用されることがある。
  - CAT所属のアーティストの中でもオーイシマサヨシ、えなこ、草野華余子は特に使われる頻度が高く、オーイシに至っては30分丸ごとオーイシの楽曲の特集が放送された[注釈 87]。

#### 他社製作番組
システム
- 原則ジャンクションは一切流れず。

現在放送中の番組
- 『Anileap アニリープ - EXTRA -』（月曜 - 木曜 24:30 - 25:00、KING AMUSEMENT CREATIVE製作）[注釈 88]
- 『AVAM MV COLLECTION』（月曜 - 木曜 24:00 - 24:30、ムービック製作）[注釈 89]

過去の放送番組
- 『華Doll* BEST MV COLLECTION』（月曜 - 木曜 24:00 - 24:30、ムービック製作）[注釈 90]（2024年4月1日 - 6月30日）

#### 製作会社不明の番組
システム
- 『MUSIC ROAD』 - 深夜に撮影された高速道路の映像を倍速にし、「You kNOw the overture」と「Yumemita_Live OPSE」の2曲のみで番組終了までこの2曲をループする。テロップBGMタイトル名だけのみで他は一切表示されない（スタッフクレジットすら表記されず）。
- 『Candy Boy Music Collection』 -  タイトルロゴが表示された後は、MVとアイキャッチが交互に流れ、最後のアイキャッチの後はスタッフクレジットも一切表示されずに終わる。番組内のテロップは右下に歌手名と曲名が表示されるのみ（日本テレビ音楽とはまた別）である。

現在放送中の番組
- 『MUSIC ROAD』（月曜 - 木曜・土曜 23:30 - 24:00）
- Candy Boy Music Collection（4K 月曜 2:30 - 3:00　火曜 1:00 - 1:30）※141ch・143chでは金曜 1:00 - 1:30、土曜 3:00 - 3:30、月曜 0:30 - 1:00に放映され、2023年3月をもって終了している。

スタッフ
- （クレジットが一切無いため不明）[注釈 91]

#### 経緯
音楽フィラー（環境映像を含む）番組はNHK BS（旧BS1）、BS朝日、BS11、BS12 トゥエルビ、放送大学、 J:COM BS（旧BS松竹東急）、BSよしもとでも放送されているが、何れも「深夜帯」もしくは「早朝」かつ「メインチャンネル」での放送である。
「日中」かつ「サブチャンネル」での定時番組として放送しているのはBS日テレのみであったが、2023年4月3日からBSフジもマルチチャンネル182chで『MUSIC：S』を、同年10月2日からBS-TBSも平日帯（2024年10月より深夜帯にも拡大）に162chで『Sound Shower』を放送している。これでBS民放キー局5局で常時マルチ編成を行っていないのはBS朝日のみとなった。

## 終了した番組
「※」 - 番組自体は継続

### 自社制作番組
- ルミネtheよしもと新喜劇
- 時代劇アワー（日本テレビ系列で放送された時代劇の再放送）
- 陽はいつか昇る（THE WORKS制作、テレビ東京で放送）
- 頭脳バトルBRAIN-X（2005年4月2日分で放送終了・下のMAXと共にブレインシリーズと言われた）
- 頭脳バトルBRAIN-MAX
- 情報新惑星
- 幻想美術館
- BS11PM
- 名歌絶唱
- キング・オブ・クイズ
- HAPPY!HAPPY!
- Casa sony
- デジタル笑劇研究所
- ドラマ・ブック 恋のエチュード
- にっぽん水紀行
- ぐるり日本鉄道の旅
- 島旅
- 二人の自遊旅行
- Kスタイル→コリア・サラン
- ホテル・ノスタルジア
- モノ☆ミュージアム
- オピナ!
- 人生の選択〜Meister Collections〜
- BS笑点（日テレプラスに移行し『笑点Jr.』として放送、2011年3月に終了）
- 速報!!デジナマ巨人
- 華流遊美〜HuaLiu-YouMei〜
- RZTV
- Girl's BOX TV
- ブラボー!クラシック
- MUSIC MAGAZINE TV 21世紀音楽地図
- さあ、日本を見よう!
- パオパオ・アイドルGAMEバトル
- パオパオ アソビ★クリエイターズ
- ニューロンの回廊〜潜在脳力の開拓者たち〜
- Kidsビーンズ
- 沖縄ゆんたくBAR（沖縄テレビでも放送）
- 沖縄楽園スタイル うちなー亭
- 19borders（THE WORKS制作）
- 眞鍋かをりのブログッズ
- BS懸賞
- 彩
- 艶メキッ
- マネーの旅人 〜スローライフ北海道〜
- 美食結社WONDERKITCHEN
- 俳句の歳時記〜五七五のきらめき〜
- TV Bible Series
- Tokyo Stylish Party
- アスリートLiveTV（旧題：SpoMaga）
- Theゲームナイト
- ALOHA CHANNEL
- TANTOクラシック!
- ホレゆけ!スタア☆大作戦
- SUPER GT（2010年以降はBSフジで放映）
- WRC2009 THE RALLY
- C-POP World 恋し☆チャイナ!
- 加藤夏希のトレンドアイズ
- 加藤夏希・金子貴俊 BS4サテライトNAVI
- こうちゃんの簡単HAPPYレシピ
- セルフディフェンス&ビューティ 美の護身術
- 磯山さやかの「流行発信☆磯山ランド」
- フットサルガールズAngel League
- 一意専心〜稲川素子の素顔でトーク〜
- 画家×画家〜時代に魅入られた名画たち〜
- 新・親子で学ぼう!サッカーアカデミー
- DISCOVER USA 〜アメリカ50州の旅〜
- 大海球紀行II〜生命の海流〜
- ヨーロッパ美酒・美食巡礼
- 防府読売マラソン※（2008年まで、2009年以降は日テレジータスで中継）
- 東京六大学野球中継（2007・2008年、早稲田戦を中心に中継）
- 皇后杯全日本女子サッカー選手権大会（決勝を2009年まで生中継。2010年以降はNHK BS1で放映）
- 竹中直人の大人の笑い（br@in制作協力）
- クラシックホテル憧憬→ホテル時間旅行〜クラシックホテル憧憬〜
- がんばれ☆ニッポンのスポーツ人〜夢をささえる食卓〜
- ドキュメンタリーシリーズ
- こじゃんと土佐流シリーズ
- 世界列車の旅〜夢の蒸気機関車探訪〜
- 読響Symphonic Live〜深夜の音楽会
- ニッポンの大疑問α
- 僕がネコに嫌われる理由
  - 僕がネコに嫌われる理由2
- THE GOD HAND
- 中村獅童の激うま!獅童ラー麺
- 徳光和夫のトクセンお宝映像!
- 石田純一の街の達人（ソネットエンタテインメントと共同著作）
- 世界探訪!空港物語 WONDER AIRPORT やしま・ミチコの空辞苑（オフィス・トゥー・ワンとの共同著作）
- セレブ通信 現地発信の海外セレブ情報
- 2nd Life Train 〜ニッポン列車異国紀行〜
- 体感!中国美食紀行
- Sing for Smile 昭和歌謡ショー「あの日あの歌」（月1回放送）
- らくらく!大人倶楽部
- L.A. Trend Report
- 財部ビジネス研究所
- 吉澤ひとみの「トレンド+よっすぃーナビ」
- 手わざ恋々 和美巡り 〜檀れい 名匠の里紀行〜
- アイビス presents That's 子育テイメントTV!
- 日本100巡礼 思いの道 願いの道
- 10の休日
- パリで逢いましょう
- ありんくりん沖縄
- サル者 フットサルマスター
- 百年旅行〜Jリーグのある風景〜
- わが心の聖地〜思いの道 願いの道〜
- BS吉テレ
  - ナオミクローゼット
  - ケンイチ
- 久米書店midnight〜夜の本の虫〜
- 旅してHappy
- 世界スパイス見聞録
- 2nd Life Train 〜ニッポン列車異国紀行〜
- Kowa presents 世界発 コロンブスの台所
- 〜おねだりエンタメ!〜はぴ★ぷれ
- 登る女
- 住友林業 presents 森人 MORIJIN（ドキュメンタリージャパン制作協力）
- TOKYO DESIGNERS WEEK.tv
- キズナのチカラ
- イチオシ!2泊3日の旅
- トラベリックス 〜世界体感旅行〜 シリーズ
- おはよう日曜診察所
- 木曜スペシャル
- 世界・神秘の道をゆく
- 絶景・世界自然〜7ワンダーズ〜
- Lifeサプリ 〜かしこくなるTV〜
- 突撃!隣の昼ごはん
- 情報まるごとキッチン
- 厳選!2時間さんぽ道
- Hot-Dog PRESS TV
- 笑点デラックス
- 太田和彦の日本百名居酒屋
- ハイビジョンプレミアム
- 毎日がイタリアン
- 峠 TOUGE
- ホテルの窓から 〜見る知る歩く!世界の街〜
- 妖怪!百鬼夜高等学校
- 世界水紀行
- 世界温泉遺産 〜神秘の力を訪ねて〜
- 明日言いたくなる話
- イキイキ元気TV
- ベストモーターTVリクエスト
- 歴史シリーズ 失われた世界の謎
- 北島康介TV
- 夢のビッグフィッシング
- 武井壮のゴルフ コロッセオ
- 船越栄一郎 京都の極み
- アスリートの輝石
- わんニャン倶楽部〜動物と楽しく暮らそう〜
- 真麻のドドンパッ!
- 松原のぶえ 艶歌食堂
- 歌え!昭和のベストテン
- 芸能人対抗!家族のキズナ歌合戦
- 夫婦再旅
- スター波瀾万丈列伝 〜出逢いと分岐点〜
- 片岡愛之助の解明!歴史捜査
- 中川翔子のマニア★まにある
- アイキャラ
- 夢眠ねむのまどろみのれん酒
- のばん組
  - てぇてぇTV
- 古川未鈴と古畑奈和のいにしえ乙女酒
- 木曜のシネマ★イブ
- 照英・児島玲子の最強!釣りバカ対決!!
  - 照英・秋丸美帆の最強!釣りバカ対決!!
- 古畑前田のえにし酒
- Artist
- イマウタ -Right On! Music-
- 全国一斉生クイズバトル Q-フェス!
- 断ちごはん 〜和牛もいただきます〜
- 和牛の町×ごはん
- チルテレ
- めざせ!プログラミングスター〜プロスタ★キッズ大集合!〜
  - 今こそ知りたい!めざせ!プログラミングスター
- ももクロと行く!
- 極上!三ツ星キャンプ
  - 極上!三ツ星キャンプ Season2
- バカリズムの大人のたしなみズム
- あの子は漫画を読まない。
- 土曜7時の洋画館
- ボウリング革命
- 日曜ロードショー
- DAIGOの!世界きまぐれリモートツアー
- 極楽とんぼの週末極楽旅
- ぶらぶら美術・博物館
- 中島由貴とミライアカリの女子会ですが（アニメにむちゅ〜枠）
- 屋台メシ部、はじめました
- 旬感レシピ

### 日本テレビ系列局制作の番組
特記事項のないものは日本テレビ制作
- 伝七捕物帳
- 桃太郎侍（東映制作）
- 松平右近事件帳（ユニオン映画 / 六本木オフィス制作）
- 右門捕物帖（ユニオン映画 / 杉友プロダクション制作）
- 新・松平右近（ユニオン映画 / 六本木オフィス制作）
- 長七郎江戸日記シリーズ（ユニオン映画 / 六本木オフィス制作 → ユニオン映画製作）
- 樅ノ木は残った（ユニオン映画製作）
- 寛永風雲録（ユニオン映画製作著作）
- 風林火山（ユニオン映画製作著作）
- あぶない刑事（セントラル・アーツ製作・著作）
- もっとあぶない刑事（セントラル・アーツ製作・著作）
- 恋のから騒ぎ
- 冒険!CHEERS!!
- たべごろマンマ!
- ぶっコギ!
- 劇画ゴルゴ13（よみうりテレビ制作）
- ピアット（中京テレビ制作）
- ICHIRO-VERSUS（読売テレビ制作）
- いつみても波瀾万丈
- 音燃え!
- The Moments-北京へと続く瞬間-
- 食は知恵なり 自然のちから
- プレミアムスウィッチ
- 夢の通り道※
- ぶらり途中下車の旅※
- 虹のかけ橋
- それって!?実際どうなの課（中京テレビ制作）

### 他局制作の番組
- 中央競馬ハイライト（チバテレビ・tvk・テレ玉制作）
- Just Japan（tvk制作）
- ドキュメント名作選（ヒストリーチャンネル制作）
- 地元の人が教える!2泊3日の旅（ジャパンイメージコミュニケーションズ制作）
- 野天湯へGo!（ジャパンイメージコミュニケーションズ制作）
- キックボクシング KNOCK OUT！（ブシロードファイト制作）
- We are STARDOM!!～世界が注目!女子プロレス～ （ブシロードファイト制作）※
- 大人のヨーロッパ街歩き（ターナージャパン制作）
- THE NATURE：INTO THE WILD
- SKITV5 （シーズン1～4はBS12で放送）
- ジェムサローネ5（通販専門チャンネル「GSTV」と同時サイマル放送[注釈 102]）
- とびだせ!ぐーちょきぱーてぃー（ひかりTV制作）

### アニメ
UHFアニメ
- アニメスピリッツ（『純情ロマンチカ』、『ストライクウィッチーズ』）[注釈 103]
  - その他のUHFアニメについては「アニメにむちゅ〜」を参照。

日本テレビ系列製作アニメ（特記事項のないものは日本テレビ製作）
- 金田一少年の事件簿（第1期）（読売テレビ製作)[注釈 104]
- キャプテン（アニメ版）
- プレイボールシリーズ（全2作）
- ごくせん（アニメ版）
- GJ部
- HUNTER×HUNTER
- 金色のコルダ Blue♪Sky
- それでも世界は美しい
- ばらかもん
- 戦国BASARA Judge End
- 寄生獣 セイの格率
- デス・パレード
- 俺物語!!
- ガッチャマン クラウズ インサイト
- ふらいんぐうぃっち（日本テレビ・青森放送が製作委員会に参加）
- うどんの国の金色毛鞠
- ちはやふる

その他のアニメ
- NIGHT HEAD GENESIS
- 新世紀エヴァンゲリオン（テレビ東京製作）
- グラゼニ（第1シリーズ）

### 日テレNEWS24関連
- デイリープラネット（2012年10月2日 - 2013年9月27日は火曜 - 土曜のうち、一部もしくは全部の曜日で0時台前半に放送していた。また、過去には月曜 - 金曜20時台をネットしていたことがある）
- まーけっとNavi&ニュース（9時台前半のみ。BSスカパー!への放映権移動に伴う）
- NBCナイトリーニュース
- 午後いちニュース（12時台）
- 朝いちニュース（7時台）
- ニュース朝いち430
- Oha!4 NEWS LIVE・第1部 ※[注釈 105]
- タイムライン
- NNNストレイトニュース（平日版のみ）※[29]
- よい国のニュース[注釈 106]

## トラブル
- 2023年10月、『ゴルフサバイバル』など5番組で行われたプレゼント企画で、計165人分の抽選・発送が行われていなかったと発表した。同局は「担当者の失念による人為的ミス」とし「視聴者の皆様に改めてお詫び申し上げます。今後は社内のチェック体制を強化し、再発防止に努めて参ります」等と謝罪し、今後速やかに抽選・発送を行うとした[30]。

## その他の特記事項
- 2019年に、独自のマスコットキャラクター「バブちゅ～」を使用開始。地球に降り立った宇宙人という設定で、たこさんウィンナーをモチーフとしている。PR動画や「アニメにむちゅ〜」のジングル等での音声は秋本帆華が担当している。
- 民放系のBSデジタル局の中でも字幕放送対応番組は少ない（2021年10月現在は2番組のみ）。かつては平日昼のニュース番組（NNNストレイトニュース[29]）や紀行番組（番組名失念）で実施していた。2011年9月に昼のニュース番組が打ち切られた後はしばらく字幕放送対応番組は無かったが、2015年4月より対応番組が復活した。他のキー局系BS局では2018年の4K放送開始を機に字幕放送対応番組が増加しているが、BS日テレでは現状のままであり、対応番組はキー局系BS局の中で最も少なかったが、2023年度より増加している。
- 緊急地震速報やNNNニュース速報などの速報テロップは、日本テレビや系列各局と同じフォーマットである。開局当初よりチャイム音は独自のもので「キンコーン」と鳴っていたが、2014年3月より日本テレビと同じチャイム音に変更された。
- 提供クレジットの表示は、開局当初は「カットイン・カットアウト」方式で行っていた。その後、2011年11月頃から民放系のBSデジタル局では唯一「フェードイン・カットアウト」方式に変更されたが、2012年3月頃に「フェードイン・フェードアウト」方式に再変更された。ただし、書体などのレイアウトは開局以来変更はないが、一社・複数社を問わず、ほとんどの番組で薄い白地の絨毯をバックにカラー表示している[注釈 107]。また、提供クレジット表示中は、地上波とは異なりウォーターマークは非表示となる。
- 番組スポンサーがつかない番組では、提供クレジット部分で画面右下にチャンネルロゴを表示している[注釈 108]。ただし、サスペンス名作選（火曜サスペンス劇場）など一部番組では、チャンネルロゴではなく番組タイトルを表示している。また、提供ベースがない番組（特に深夜アニメの一部）では表示されない。
- 韓国などのアジア地域で制作されたドラマや情報番組を、いわゆる「韓流ブーム」が到来する一因となった『冬のソナタ』をNHK-BSで放映する前から本チャンネルにて積極的に放映している[2]。
- 近年はプロ野球・読売ジャイアンツ（巨人）戦（DRAMATIC BASEBALL）の中継日数が地上波よりも増加しており、「接触率」が地上波各局を上回る日もあり、年間・年度の各部門で首位を獲得したこともある[31]。
  - 2011年3月25日には将来の3Dテレビ放送の普及をにらんだ試みとして、プロ野球開幕戦「巨人対横浜」戦（東京ドーム）を「VIERAプロ野球開幕スペシャル」（パナソニック1社協賛）で3D映像を使って実況放送する予定を組んでいた[32]。しかし、この2週間前の3月11日に東日本大震災が発生し、プロ野球開幕が4月12日の「巨人対ヤクルト」戦（宇部市ユーピーアールスタジアム）まで延期されたため、この試みは中止となった。日テレグループはプロ野球3D中継を地上波・CS（日テレジータス・日テレプラス）を含めた新たなブランディング戦略の一環と位置付け、新たな野球中継の形を提案しようとする全社を挙げたプロジェクトとして大々的にPRしたが、これ以後も3D中継の企画は実現のめどが立たず、結果的に「幻の企画」となってしまった。